# Liste von Bergwerken in Clausthal-Zellerfeld
Die Liste von Bergwerken in Clausthal-Zellerfeld enthält eine Übersicht der Bergwerke, Stollen und Schächte in der Umgebung der Bergstadt Clausthal-Zellerfeld im Harz. Sie erhebt keinen Anspruch auf Vollständigkeit.

## Geschichte
Der Bergbau auf Silber und Blei bei den ehemals eigenständigen Städten Clausthal und Zellerfeld wurde mindestens seit dem 12. Jahrhundert durch Benediktinermönche betrieben. Zellerfeld erhielt 1529 als erster Ort Stadtrechte und die Bergfreiheit wurde 1554 verliehen. Erst durch die Anlage des Oberharzer Wasserregals konnten die besonders reichen Erzvorkommen des Burgstätter Gangzuges ausgebeutet werden, da eine natürliche Wasserlösung über einen Erbstollen durch die Lage der Gruben in einer Hochebene nicht möglich war. Die letzten Bergwerke in Clausthal-Zellerfeld schlossen während der Weltwirtschaftskrise 1930. Bis 1980 dienten die einstigen Schächte zur Energieerzeugung aus Wasserkraft.

## Liste
| Name                                                               | Abbau von                                               | Lagerstätte/Revier                                                  | Größte Teufe                | Länge   | Betreibende Gesellschaft                             | Beginn    | Ende      | Geographische Lage                                          | Anmerkungen/Literatur |
| ------------------------------------------------------------------ | ------------------------------------------------------- | ------------------------------------------------------------------- | --------------------------- | ------- | ---------------------------------------------------- | --------- | --------- | ----------------------------------------------------------- | --- |
| Altes Schächtel                                                    | vermutlich silberhaltiger Bleiglanz                     | Silbernaaler Gangzug (östlicher Abschnitt)                          |                             |         | Lehnschaft                                           |           |           | 51° 47′ 44″ N, 10° 21′ 45″ O                                | |
| Auslängen auf dem Silbernaaler Gangzug, Schächtchen                | vermutlich silberhaltiger Bleiglanz                     | Silbernaaler Gangzug                                                |                             |         | Preussag AG Metall                                   |           | 1912      | 51° 47′ 56″ N, 10° 19′ 27″ O                                | |
| Brandschacht                                                       | silberhaltiger Bleiglanz                                | Rosenhöfer Gangzug                                                  |                             |         | Preussag AG Metall                                   |           |           | 51° 48′ 13″ N, 10° 19′ 39″ O                                | Es handelt sich offenbar um den 1649 ausgebrannten Schacht der Grube Turmhof (→ Grube Rosenhof). |
| Carlsglücker Stollen, Pingen                                       | vermutlich Roteisenstein                                | Oberharzer Diabaszug (Polsterberger Revier)                         |                             |         |                                                      |           |           | 51° 47′ 29″ N, 10° 23′ 52″ O                                | |
| Caroliner Wetterschacht                                            | silberhaltiger Bleiglanz                                | Burgstätter Gangzug                                                 | 294 m                       |         |                                                      | 1867      | 1930      | 51° 47′ 52″ N, 10° 21′ 50″ O                                | Diente nach Einstellung der Grube Caroline zur Bewetterung des Oberen Burgstätter Reviers (→Grube Bergmannstrost). |
| Degens-Hoffnung-Stollen                                            | vermutlich silberhaltiger Bleiglanz                     | Silbernaaler Gangzug                                                |                             |         |                                                      |           | 1745      | 51° 47′ 40″ N, 10° 19′ 30″ O                                | |
| Eisensteingrube Carolina, Oberer Caroliner Stollen                 | vermutlich Limonit oder Siderit                         | Bockswieser Gangzug                                                 |                             |         | August und Wilhelm Heß                               |           | 1822      | 51° 50′ 21″ N, 10° 22′ 7″ O                                 | Auch Caroline. |
| Eisensteingrube Carolina, Stollen                                  | vermutlich Limonit oder Siderit                         | Bockswieser Gangzug                                                 |                             |         | August und Wilhelm Heß                               |           | 1822      | 51° 50′ 18″ N, 10° 22′ 16″ O                                | Auch Caroline. |
| Eisenstein-Pinge                                                   | vermutlich Limonit oder Siderit                         | Bockswieser Gangzug                                                 |                             |         |                                                      |           |           | 51° 50′ 24″ N, 10° 21′ 36″ O                                | |
| Förderstrecke zum Ottiliae-Schacht                                 | silberhaltiger Bleiglanz, Zinkblende                    | Rosenhöfer Gangzug                                                  |                             |         | Preussag AG Metall                                   | 1868      | 1930      | 51° 48′ 25″ N, 10° 18′ 50″ O                                | Über diesen Stollen und eine Nebenförderung wurden die Erze des Silbersegener Schachtes zur Neuen Zentralaufbereitung gehoben.                                                                                              |
| Förderstrecke zum Ottiliae-Schacht, Lichtloch                      | silberhaltiger Bleiglanz, Zinkblende                    | Rosenhöfer Gangzug                                                  |                             |         | Preussag AG Metall                                   |           | 1930      | 51° 48′ 26″ N, 10° 18′ 49″ O                                | |
| Försten- oder Fürsten-Stollen                                      | silberhaltiger Bleiglanz                                | Rosenhöfer Gangzug                                                  | 44 m (Grube Thurm-Rosenhof) | 1100 m  | Fiskus                                               |           |           | 51° 48′ 24″ N, 10° 18′ 49″ O                                | Wasserlösungsstollen, Bauzeit: 1554 bis 1606. |
| Frankenscharrn-Stollen, Altes Lichtloch                            | silberhaltiger Bleiglanz                                | Zellerfelder und Burgstätter Gangzug                                |                             |         | Fiskus                                               |           |           | 51° 48′ 32″ N, 10° 18′ 29″ O                                | |
| Frankenscharrn-Stollen, Lichtloch                                  | silberhaltiger Bleiglanz                                | Zellerfelder und Burgstätter Gangzug                                |                             |         | Fiskus                                               |           |           | 51° 48′ 43″ N, 10° 18′ 52″ O                                | |
| Frankenscharrn-Stollen, 1. Lichtloch                               | silberhaltiger Bleiglanz                                | Zellerfelder und Burgstätter Gangzug                                |                             |         | Fiskus                                               |           |           | 51° 48′ 31″ N, 10° 18′ 26″ O                                | |
| Frankenscharrn-Stollen, 2. Lichtloch                               | silberhaltiger Bleiglanz                                | Zellerfelder und Burgstätter Gangzug                                |                             |         | Fiskus                                               |           |           | 51° 48′ 33″ N, 10° 18′ 30″ O                                | |
| Frankenscharrn-Stollen, 3. Lichtloch                               | silberhaltiger Bleiglanz                                | Zellerfelder und Burgstätter Gangzug                                |                             |         | Fiskus                                               |           |           | 51° 48′ 36″ N, 10° 18′ 36″ O                                | |
| Frankenscharrn-Stollen, 4. Lichtloch                               | silberhaltiger Bleiglanz                                | Zellerfelder und Burgstätter Gangzug                                |                             |         | Fiskus                                               |           |           | 51° 48′ 38″ N, 10° 18′ 42″ O                                | |
| Frankenscharrn-Stollen, 5. Lichtloch                               | silberhaltiger Bleiglanz                                | Zellerfelder und Burgstätter Gangzug                                |                             |         | Fiskus                                               |           |           | 51° 48′ 46″ N, 10° 19′ 1″ O                                 | |
| Frankenscharrn-Stollen, 6. Lichtloch                               | silberhaltiger Bleiglanz                                | Zellerfelder und Burgstätter Gangzug                                |                             |         | Fiskus                                               |           |           | 51° 48′ 50″ N, 10° 19′ 11″ O                                | |
| Frankenscharrn-Stollen, 7. Lichtloch                               | silberhaltiger Bleiglanz                                | Zellerfelder und Burgstätter Gangzug                                |                             |         | Fiskus                                               |           |           | 51° 48′ 54″ N, 10° 19′ 17″ O                                | |
| Frankenscharrn-Stollen, 8. Lichtloch oder Bettelmanns Schacht      | silberhaltiger Bleiglanz                                | Zellerfelder und Burgstätter Gangzug                                |                             |         | Fiskus                                               |           |           | 51° 48′ 57″ N, 10° 19′ 27″ O                                | |
| Frankenscharrn-Stollen, (9.) Lichtloch                             | silberhaltiger Bleiglanz                                | Zellerfelder und Burgstätter Gangzug                                |                             |         | Fiskus                                               |           |           | 51° 48′ 59″ N, 10° 19′ 29″ O                                | |
| Frankenscharrn-Stollen oder Tiefer Jesus-Anfangs-Stollen           | silberhaltiger Bleiglanz                                | Zellerfelder Gangzug                                                | 73 m                        | 8500 m  | Fiskus                                               | 1548      | 1830      | 51° 48′ 27″ N, 10° 18′ 22″ O                                | Wasserlösungsstollen, Bauzeit: 1548 bis 1721. Größte Teufe im Bereich der Gruben Dorothea, Carolina, Neue Benedicte. |
| Grube Adler                                                        | vermutlich silberhaltiger Bleiglanz                     | Burgstätter Gangzug                                                 |                             |         | Gewerkschaft                                         |           |           | 51° 48′ 35″ N, 10° 20′ 35″ O                                | |
| Grube Albertine, Oberer Stollen                                    | silberhaltiger Bleiglanz                                | Laubhütter Gangzug                                                  |                             |         |                                                      |           |           | 51° 47′ 24″ N, 10° 18′ 4″ O                                 | |
| Grube Albertine, Tiefer Stollen                                    | silberhaltiger Bleiglanz                                | Laubhütter Gangzug                                                  |                             |         |                                                      |           |           | 51° 47′ 24″ N, 10° 18′ 3″ O                                 | |
| Grube Alter Johannes                                               | vermutlich silberhaltiger Bleiglanz                     | Rosenhöfer Gangzug                                                  |                             |         | Preussag AG Metall                                   |           |           | 51° 48′ 15″ N, 10° 19′ 24″ O                                | |
| Grube Alter Josua                                                  | silberhaltiger Bleiglanz                                | Burgstätter Gangzug                                                 |                             |         | Preussag AG Metall                                   |           | vor 1748  | 51° 48′ 44″ N, 10° 20′ 18″ O                                | |
| Grube Alter Segen, Liegender Alter Segen                           | silberhaltiger Bleiglanz                                | Rosenhöfer Gangzug                                                  |                             |         | Preussag AG Metall                                   |           | 1799      | 51° 48′ 25″ N, 10° 19′ 13″ O                                | |
| Grube Alter Segen, Tagesschacht                                    | silberhaltiger Bleiglanz                                | Rosenhöfer Gangzug                                                  | 470 m                       |         | Preussag AG Metall                                   | 1687      | 1930      | 51° 48′ 19″ N, 10° 19′ 16″ O                                | Vorläufergrube: (Reicher) Segen des Herrn. |
| Grube Altes Glückauf, Glückauf-Stollen                             | vermutlich Roteisenstein                                | Oberharzer Diabaszug (Polsterberger Revier)                         |                             |         |                                                      |           |           | 51° 47′ 50″ N, 10° 24′ 26″ O                                | |
| Grube Altes Glückauf, Schacht Altes Glückauf                       | vermutlich Roteisenstein                                | Oberharzer Diabaszug (Polsterberger Revier)                         |                             |         |                                                      |           |           | 51° 47′ 49″ N, 10° 24′ 25″ O                                | |
| Grube Andreas Glück                                                | Roteisenstein                                           | Oberharzer Diabaszug (Polsterberger Revier)                         |                             |         |                                                      |           | 1817      | 51° 47′ 32″ N, 10° 23′ 50″ O                                | |
| Grube Anna Eleonore                                                | Silbererze, silberhaltiger Bleiglanz                    | Burgstätter Gangzug                                                 | 525 m                       |         | Gewerkschaft, Preussag AG Metall                     | 1633      | 1930      | 51° 48′ 16″ N, 10° 20′ 52″ O                                | |
| Grube Anna Eleonore, neues Schachtmundloch                         | silberhaltiger Bleiglanz                                | Burgstätter Gangzug                                                 |                             |         | Preussag AG Metall                                   | 1864      | 1930      | 51° 48′ 13″ N, 10° 20′ 59″ O                                | Von 1864 bis 1865 wurden die oberen 200 Schachtmeter begradigt. |
| Grube Anna Eleonore, Tag- und Treibschacht                         | Silbererze, silberhaltiger Bleiglanz                    | Burgstätter Gangzug                                                 | 525 m                       |         | Preussag AG Metall                                   | 1633      | 1865      | 51° 48′ 13″ N, 10° 20′ 56″ O                                | auch St. Anna Eleonore. |
| Grube August Wilhelm, Rösche                                       | silberhaltiger Bleiglanz                                | Haus Herzberger Gangzug                                             |                             |         | Gewerkschaft, Fiskus, Preussag AG Metall             |           |           | 51° 49′ 0″ N, 10° 21′ 51″ O                                 | |
| Grube Bergmannstrost                                               | silberhaltiger Bleiglanz, Zinkblende                    | Burgstätter Gangzug                                                 | 280 m                       |         | Preussag AG Metall                                   | 1660      | 1930      | 51° 48′ 0″ N, 10° 21′ 29″ O                                 | Der Königin-Marien-Schacht wurde 1856 im Grubenfeld Bergmannstrost abgeteuft. |
| Grube Bergmannstrost, Pingen                                       | silberhaltiger Bleiglanz                                | Burgstätter Gangzug                                                 |                             |         | Preussag AG Metall                                   |           |           | 51° 48′ 1″ N, 10° 21′ 27″ O                                 | |
| Grube Bergwerkswohlfahrt, 17 m-Fall                                | silberhaltiger Bleiglanz                                | Silbernaaler Gangzug                                                |                             |         | Preussag AG Metall                                   |           |           | 51° 48′ 20″ N, 10° 16′ 58″ O                                | → Erzbergwerk Grund. |
| Grube Beschertes Glück, Beschertes Glück (1)                       | Roteisenstein                                           | Oberharzer Diabaszug (Polsterberger Revier)                         |                             |         |                                                      |           |           | 51° 47′ 18″ N, 10° 24′ 9″ O                                 | |
| Grube Beschertes Glück, Beschertes Glück (2)                       | Roteisenstein                                           | Oberharzer Diabaszug (Polsterberger Revier)                         |                             |         |                                                      |           |           | 51° 47′ 21″ N, 10° 24′ 14″ O                                | |
| Grube Braune Lilie                                                 | silberhaltiger Bleiglanz, Baryt                         | Rosenhöfer Gangzug                                                  | 430 m                       |         | Preussag AG Metall                                   | 1681      | 1817      | 51° 48′ 21″ N, 10° 19′ 28″ O                                | Nachfolgegrube: Thurm-Rosenhof. |
| Grube Carl Heinrich, Schacht (1)                                   | vermutlich Roteisenstein                                | Oberharzer Diabaszug (Polsterberger Revier)                         |                             |         |                                                      |           |           | 51° 47′ 27″ N, 10° 23′ 49″ O                                | |
| Grube Carl Heinrich, Schacht (2) mit zwei Pingen                   | vermutlich Roteisenstein                                | Oberharzer Diabaszug (Polsterberger Revier)                         |                             |         |                                                      |           |           | 51° 47′ 27″ N, 10° 23′ 48″ O                                | |
| Grube Carlsglück, Carlsglücker Stollen                             | vermutlich Roteisenstein                                | Oberharzer Diabaszug (Polsterberger Revier)                         |                             |         |                                                      |           |           | 51° 47′ 29″ N, 10° 23′ 58″ O                                | |
| Grube Caroline                                                     | Silbererze, silberhaltiger Bleiglanz                    | Burgstätter Gangzug                                                 | 488 m                       |         |                                                      | 1711      | 1867      | 51° 47′ 50″ N, 10° 21′ 57″ O                                | Auch Carolina. Zusammen mit der Grube Dorothea bedeutendstes Erzbergwerk im Oberharz. Bei Übernahme durch den Preußischen Staat weitgehend ausgeerzt.                                                                       |
| Grube Charlotte (Oberes Innerstetal), Versuchsstollen              |                                                         |                                                                     |                             |         |                                                      |           | 1763      | 51° 46′ 58″ N, 10° 18′ 3″ O                                 | |
| Grube Charlotte und Gegentrum                                      | silberhaltiger Bleiglanz                                | Burgstätter Gangzug                                                 |                             |         | Preussag AG Metall                                   | 1664      | 1801      | 51° 48′ 28″ N, 10° 20′ 40″ O                                | Auch Charlotta. Vorläufergruben: Fortuna (alt), Charlotte (alt), Fortuna und Gegentrum, Herzog Johann-Friedrich (alt) und Fortuna (neu).                                                                                    |
| Grube Der Segen Gottes ist gewiß, Segen-Gottesgewiß-Schacht        | vermutlich silberhaltiger Bleiglanz                     | Silbernaaler Gangzug                                                |                             |         | Gewerkschaft                                         |           |           | 51° 47′ 48″ N, 10° 20′ 57″ O                                | |
| Grube Dorothea                                                     | Silbererze, silberhaltiger Bleiglanz                    | Burgstätter Gangzug                                                 | 576 m                       |         |                                                      | 1656      | 1886      | 51° 47′ 53″ N, 10° 21′ 40″ O                                | Auch Dorothee. Zusammen mit der Grube Caroline bedeutendstes Erzbergwerk im Oberharz. Nach 1856 Förderung über den Königin-Marien-Schacht.                                                                                  |
| Grube Dorothea (alt)                                               | silberhaltiger Bleiglanz                                | Burgstätter Gangzug                                                 |                             |         | Preussag AG Metall                                   | 1588      | 1633      | 51° 48′ 36″ N, 10° 20′ 34″ O                                | Nicht identisch mit der bekannteren gleichnamigen Grube auf dem Oberen Burgstätter Gangzug. Nachfolgegrube: Dorothea Landeskrone.                                                                                           |
| Grube Dorothea Landeskrone                                         | silberhaltiger Bleiglanz                                | Burgstätter Gangzug                                                 | 190 m                       |         | Preussag AG Metall                                   | 1619      | 1729      | 51° 48′ 32″ N, 10° 20′ 36″ O                                | Vorgängergrube: Dorothea (alt). |
| Grube Dorothea, Querschlag im Liegenden                            | Silbererze, silberhaltiger Bleiglanz                    | Burgstätter Gangzug                                                 |                             |         | Preussag AG Metall                                   |           | 1930      | 51° 47′ 54″ N, 10° 21′ 41″ O                                | |
| Grube Dorothee und Marie Hedwig                                    | vermutlich silberhaltiger Bleiglanz                     | Silbernaaler Gangzug                                                |                             |         |                                                      |           |           | 51° 47′ 56″ N, 10° 19′ 31″ O                                | |
| Grube Dorothee und Marie Hedwig, Stollen                           | vermutlich silberhaltiger Bleiglanz                     | Silbernaaler Gangzug                                                |                             |         |                                                      |           | 1800      | 51° 47′ 53″ N, 10° 19′ 29″ O                                | |
| Grube Drei Brüder                                                  | silberhaltiger Bleiglanz                                | Rosenhöfer Gangzug                                                  | 173 m                       |         | Preussag AG Metall                                   | vor 1569  | vor 1722  | 51° 48′ 12″ N, 10° 19′ 44″ O                                | Nach 1722 bis nach 1806 dient der Schacht noch als Hilfsbau für den Fürsten- und Rabenstollen. |
| Grube Drei Könige                                                  | silberhaltiger Bleiglanz                                | Rosenhöfer Gangzug                                                  | 362 m                       |         | Fiskus und Preussag AG Metall                        | 1632      | 1764      | 51° 48′ 15″ N, 10° 19′ 18″ O                                | |
| Grube Elisabeth, Pinge                                             | vermutlich silberhaltiger Bleiglanz                     | Zellerfelder Gangzug                                                |                             |         | Fiskus                                               |           | 1674      | 51° 48′ 50″ N, 10° 20′ 26″ O                                | |
| Grube Engelscrone                                                  | Roteisenstein                                           | Oberharzer Diabaszug (Polsterberger Revier)                         |                             |         |                                                      |           |           | 51° 47′ 27″ N, 10° 23′ 39″ O                                | |
| Grube Englische Treue                                              | silberhaltiger Bleiglanz, Kupferkies                    | Burgstätter Gangzug                                                 | 245 m                       |         | Preussag AG Metall                                   | 1680      | 1836      | 51° 48′ 23″ N, 10° 20′ 45″ O                                | Vorläufergruben: Englischer Gruß und Treue. Hier erfolgten 1687 die ersten Versuche zum Pulverschießen mit Lettenbesatz. |
| Grube Englische Treue, Pinge Alte Englische Treue                  | silberhaltiger Bleiglanz, Kupferkies                    | Burgstätter Gangzug                                                 |                             |         | Preussag AG Metall                                   |           |           | 51° 48′ 23″ N, 10° 20′ 44″ O                                | |
| Grube Erzengel Gabriel                                             | silberhaltiger Bleiglanz                                | Burgstätter Gangzug                                                 | 100 m                       |         | Preussag AG Metall                                   | 1590      | 1595      | 51° 48′ 47″ N, 10° 20′ 18″ O                                | |
| Grube Fortuna (Clausthal, alt)                                     | silberhaltiger Bleiglanz                                | Burgstätter Gangzug                                                 |                             |         | Gewerkschaft                                         | 1588      | 1624      | 51° 48′ 27″ N, 10° 20′ 44″ O                                | Nachfolgegrube: Fortuna und Gegentrum. |
| Grube Franz August                                                 | vermutlich kein Erzfund                                 | Zellerfelder Gangzug (östlicher Abschnitt)                          |                             |         | Preussag AG Metall                                   | 1795      | 1849      | 51° 48′ 38″ N, 10° 22′ 10″ O                                | |
| Grube Franz August, Franz Auguster Tagstollen                      | vermutlich kein Erzfund                                 | Zellerfelder Gangzug (östlicher Abschnitt)                          |                             |         | Preussag AG Metall                                   |           | 1843      | 51° 48′ 44″ N, 10° 22′ 13″ O                                | |
| Grube Franz August, Pinge der ehemaligen Radstube                  | vermutlich kein Erzfund                                 | Zellerfelder Gangzug (östlicher Abschnitt)                          |                             |         | Preussag AG Metall                                   |           | 1843      | 51° 48′ 37″ N, 10° 22′ 8″ O 51.810277777778 10.368888888889 | |
| Grube Franz August, Suchort (1)                                    | vermutlich kein Erzfund                                 | Zellerfelder Gangzug (östlicher Abschnitt)                          |                             |         | Preussag AG Metall                                   |           | 1843      | 51° 48′ 40″ N, 10° 22′ 11″ O                                | |
| Grube Franz August, Suchort (2)                                    | vermutlich kein Erzfund                                 | Zellerfelder Gangzug (östlicher Abschnitt)                          |                             |         | Preussag AG Metall                                   |           | 1843      | 51° 48′ 40″ N, 10° 22′ 10″ O                                | |
| Grube Freier Wille                                                 | vermutlich silberhaltiger Bleiglanz                     | Burgstätter Gangzug                                                 |                             |         | Gewerkschaft                                         |           |           | 51° 48′ 35″ N, 10° 20′ 34″ O                                | |
| Grube Freudenstein, Freudenstein I                                 | silberhaltiger Bleiglanz                                | Zellerfelder Gangzug                                                | 121 m                       |         | Fiskus                                               | 1686      | 1741      | 51° 49′ 6″ N, 10° 19′ 29″ O                                 | Vorgängergrube: Sophia Eleonora. |
| Grube Freudenstein, Freudenstein II                                | silberhaltiger Bleiglanz                                | Zellerfelder Gangzug                                                |                             |         | Fiskus                                               |           | 1739      | 51° 49′ 7″ N, 10° 19′ 27″ O                                 | Vorgängergrube: Sophia Eleonora. |
| Grube Freudenstein, Freudenstein III                               | silberhaltiger Bleiglanz                                | Zellerfelder Gangzug                                                |                             |         | Fiskus                                               |           | 1739      | 51° 49′ 5″ N, 10° 19′ 32″ O                                 | Vorgängergrube: Sophia Eleonora. |
| Grube Freue Dich Tag und Nacht                                     | vermutlich silberhaltiger Bleiglanz                     | Burgstätter Gangzug                                                 |                             |         | Fiskus, Gewerkschaft                                 |           |           | 51° 48′ 30″ N, 10° 20′ 38″ O                                | |
| Grube Frischer Hans                                                | vermutlich silberhaltiger Bleiglanz                     | Burgstätter Gangzug                                                 |                             |         | Fiskus                                               |           |           | 51° 48′ 49″ N, 10° 20′ 14″ O                                | |
| Grube Gabe Gottes, Schacht Gabe Gottes                             | Roteisenstein                                           | Oberharzer Diabaszug (Polsterberger Revier)                         |                             |         |                                                      |           | 1844      | 51° 47′ 44″ N, 10° 24′ 13″ O                                | |
| Grube Gabe Gottes, Schacht Neue Rose                               | Roteisenstein                                           | Oberharzer Diabaszug (Polsterberger Revier)                         |                             |         |                                                      |           | 1844      | 51° 47′ 43″ N, 10° 24′ 12″ O                                | |
| Grube Gegentrum                                                    | silberhaltiger Bleiglanz, Kupferkies, Silbererze        | Burgstätter Gangzug                                                 | 80 m                        |         | Preussag AG Metall                                   | 1588      | 1758      | 51° 48′ 25″ N, 10° 20′ 43″ O                                | Nachfolgegrube: Herzog Georg Wilhelm. |
| Grube Georg Andreas, Pinge (1)                                     | Roteisenstein                                           | Oberharzer Diabaszug (Polsterberger Revier)                         |                             |         |                                                      |           |           | 51° 47′ 42″ N, 10° 23′ 53″ O                                | |
| Grube Georg Andreas, Pinge (2)                                     | Roteisenstein                                           | Oberharzer Diabaszug (Polsterberger Revier)                         |                             |         |                                                      |           |           | 51° 47′ 42″ N, 10° 23′ 54″ O                                | |
| Grube Georg Andreas, Pingen                                        | Roteisenstein                                           | Oberharzer Diabaszug (Polsterberger Revier)                         |                             |         |                                                      |           |           | 51° 47′ 41″ N, 10° 24′ 2″ O                                 | |
| Grube Georg Andreas, Polsterberger Tiefer Stollen                  | Roteisenstein                                           | Oberharzer Diabaszug (Polsterberger Revier)                         |                             |         |                                                      |           |           | 51° 47′ 42″ N, 10° 24′ 19″ O                                | |
| Grube Georg Andreas, Wasserläufer Schacht                          | Roteisenstein                                           | Oberharzer Diabaszug (Polsterberger Revier)                         | 55 m                        |         |                                                      |           | 1866      | 51° 47′ 41″ N, 10° 24′ 1″ O                                 | |
| Grube Georg August mit zwei Pingen                                 | vermutlich Roteisenstein                                | Oberharzer Diabaszug (Polsterberger Revier)                         |                             |         |                                                      |           |           | 51° 47′ 33″ N, 10° 23′ 50″ O                                | |
| Grube Georg Elisabeth                                              | vermutlich silberhaltiger Bleiglanz                     | Burgstätter Gangzug                                                 |                             |         | Gewerkschaft, Preussag AG Metall                     |           | 1700      | 51° 48′ 9″ N, 10° 21′ 15″ O                                 | |
| Grube Georg-Friedrich (Polsterberg), Förderschacht                 | Roteisenstein                                           | Oberharzer Diabaszug (Polsterberger Revier)                         |                             |         |                                                      |           | 1831      | 51° 47′ 30″ N, 10° 23′ 47″ O                                | |
| Grube Georg-Friedrich (Polsterberg), Fundschacht                   | Roteisenstein                                           | Oberharzer Diabaszug (Polsterberger Revier)                         |                             |         |                                                      |           | 1831      | 51° 47′ 29″ N, 10° 23′ 46″ O                                | |
| Grube Georg-Friedrich (Polsterberg), Wetterschacht                 | Roteisenstein                                           | Oberharzer Diabaszug (Polsterberger Revier)                         |                             |         |                                                      |           | 1831      | 51° 47′ 30″ N, 10° 23′ 49″ O                                | |
| Grube Glückauf (Polsterberg), Schacht Glückauf                     | Roteisenstein                                           | Oberharzer Diabaszug (Polsterberger Revier)                         |                             |         |                                                      |           |           | 51° 47′ 45″ N, 10° 24′ 19″ O                                | |
| Grube Glücksrad (Polsterberg)                                      |                                                         |                                                                     |                             |         |                                                      |           | 1810      | 51° 47′ 23″ N, 10° 23′ 20″ O                                | |
| Grube Gnade Gottes und Charlotte, Gesamtschacht                    | vermutlich Roteisenstein                                | Oberharzer Diabaszug (Polsterberger Revier)                         |                             |         |                                                      |           |           | 51° 47′ 47″ N, 10° 24′ 42″ O                                | |
| Grube Gnade Gottes und Charlotte, Gesamtstollen                    | vermutlich Roteisenstein                                | Oberharzer Diabaszug (Polsterberger Revier)                         |                             |         |                                                      |           | 1739      | 51° 47′ 50″ N, 10° 24′ 39″ O                                | |
| Grube Gottes Glück                                                 | silberhaltiger Bleiglanz                                | Zellerfelder Gangzug                                                | 375 m                       |         | Fiskus                                               | 1604      | ca. 1725  | 51° 49′ 17″ N, 10° 19′ 8″ O                                 | auch 5., 6., 7. und 8. Maß nach der Bleifelder Fundgrube genannt. |
| Grube Großer Christoph                                             | silberhaltiger Bleiglanz                                | Haus Herzberger Gangzug                                             |                             |         | Lehnschaft, Preussag AG Metall                       | 1688      | 1768      | 51° 49′ 13″ N, 10° 20′ 47″ O                                | |
| Grube Großer Christoph, Wetterschacht                              | silberhaltiger Bleiglanz                                | Haus Herzberger Gangzug                                             |                             |         | Preussag AG Metall                                   |           |           | 51° 49′ 10″ N, 10° 20′ 52″ O                                | |
| Grube Grüner Hirsch                                                | Silbererze, silberhaltiger Bleiglanz                    | Burgstätter Gangzug                                                 | 280 m                       |         | Preussag AG Metall                                   | 1648      | 1809      | 51° 48′ 3″ N, 10° 21′ 26″ O                                 | Nach der Grube ist der Hirschler Teich benannt. |
| Grube Grüner Hirsch und König Josaphat, Verlegter Grüner Hirsch    | silberhaltiger Bleiglanz                                | Laubhütter Gangzug                                                  |                             |         |                                                      |           | 1756      | 51° 47′ 21″ N, 10° 19′ 12″ O                                | |
| Grube Grüne Tanne (und Kahlenbergs Glück)                          | Limonit oder Siderit                                    | Bockswieser Gangzug                                                 |                             |         | Lehnschaft, Preussag AG Metall                       |           |           | 51° 50′ 20″ N, 10° 21′ 33″ O                                | |
| Grube Güldener Stern, Schurfversuch                                | Roteisenstein                                           | Oberharzer Diabaszug (Polsterberger Revier)                         |                             |         |                                                      |           |           | 51° 47′ 33″ N, 10° 23′ 45″ O                                | |
| Grube Güte des Herrn (Clausthal), Lichtloch                        | vermutlich silberhaltiger Bleiglanz                     | Silbernaaler Gangzug (östlicher Abschnitt)                          |                             |         |                                                      |           | nach 1747 | 51° 47′ 41″ N, 10° 20′ 30″ O                                | |
| Grube Güte des Herrn (Clausthal), Stollen Suchort                  | vermutlich silberhaltiger Bleiglanz                     | Silbernaaler Gangzug (östlicher Abschnitt)                          |                             |         |                                                      |           | 1788      | 51° 47′ 36″ N, 10° 20′ 39″ O                                | |
| Grube Güte des Herrn (Polsterberg), Alter Schacht                  | vermutlich Roteisenstein                                | Oberharzer Diabaszug (Polsterberger Revier)                         |                             |         |                                                      |           | 1831      | 51° 47′ 29″ N, 10° 23′ 48″ O                                | |
| Grube Haus Brandenburg                                             | vermutlich silberhaltiger Bleiglanz                     | Rosenhöfer Gangzug                                                  |                             |         | Gewerkschaft                                         |           |           | 51° 48′ 10″ N, 10° 20′ 1″ O                                 | |
| Grube Haus Brandenburg, Schacht                                    | vermutlich silberhaltiger Bleiglanz                     | Rosenhöfer Gangzug                                                  |                             |         | Gewerkschaft                                         |           |           | 51° 48′ 4″ N, 10° 20′ 8″ O                                  | |
| Grube Haus Braunschweig, Alter Haus Braunschweiger Treibschacht    | silberhaltiger Bleiglanz, Silbererze, gediegenes Silber | Silbernaaler Gangzug                                                | 330 m                       |         | Preussag AG Metall                                   | 1577      | 1734      | 51° 48′ 19″ N, 10° 17′ 8″ O                                 | Nachfolgegrube: Bergwerkswohlfahrt |
| Grube Haus Braunschweig, Altes Haus Braunschweig (1)               | silberhaltiger Bleiglanz, Silbererze, gediegenes Silber | Silbernaaler Gangzug                                                | 330 m                       |         | Preussag AG Metall                                   | 1577      | 1734      | 51° 48′ 19″ N, 10° 17′ 0″ O                                 | |
| Grube Haus Braunschweig, Altes Haus Braunschweig (2)               | vermutlich silberhaltiger Bleiglanz                     | Rosenhöfer Gangzug                                                  |                             |         | Fiskus                                               |           |           | 51° 48′ 30″ N, 10° 18′ 23″ O                                | |
| Grube Haus Braunschweig (Burgstätter Gangzug)                      | silberhaltiger Bleiglanz                                | Burgstätter Gangzug                                                 | 430 m                       |         | Preussag AG Metall                                   | 1619      | 1742      | 51° 48′ 37″ N, 10° 20′ 32″ O                                | Vorläufergrube: Reicher Trost. |
| Grube Haus Braunschweig (Burgstätter Gangzug), Tagerösche          | silberhaltiger Bleiglanz                                | Burgstätter Gangzug                                                 |                             |         | Preussag AG Metall                                   |           | 1675      | 51° 48′ 38″ N, 10° 20′ 31″ O                                | |
| Grube Haus Braunschweig, Hohe Haller Schacht                       | silberhaltiger Bleiglanz                                | Silbernaaler Gangzug                                                |                             |         | Fiskus                                               | 1705      | 1734      | 51° 48′ 16″ N, 10° 17′ 19″ O                                | |
| Grube Haus Celle                                                   | silberhaltiger Bleiglanz                                | Zellerfelder Gangzug                                                | 268 m                       |         | Preussag AG Metall                                   | 1691      | 1803      | 51° 48′ 53″ N, 10° 20′ 10″ O                                | Vorläufergruben: Himmelfahrt Christi und Jesus Mildigkeit. Schachtbrand 1817, anschließend verfüllt. |
| Grube Haus Hannover                                                | kein Erzfund                                            | Burgstätter Gangzug                                                 |                             |         | Fiskus, Preussag AG Metall                           | 1715      | 1753      | 51° 47′ 47″ N, 10° 21′ 50″ O                                | |
| Grube Haus Herzberg, Schacht                                       | silberhaltiger Bleiglanz                                | Haus Herzberger Gangzug                                             | 40 m                        |         | Preussag AG Metall                                   | 1588      | 1768      | 51° 49′ 4″ N, 10° 21′ 15″ O                                 | Von 1925 bis 1928 wurde zu Untersuchungszwecken der Neue Haus Herzberger Schacht bis auf 631 m Teufe niedergebracht. Es wurden keine wirtschaftlich gewinnbaren Erzvorkommen nachgewiesen.                                  |
| Grube Haus Imhoff und Heinitz                                      | vermutlich silberhaltiger Bleiglanz                     | Rosenhöfer Gangzug                                                  |                             |         | Fiskus                                               |           |           | 51° 48′ 29″ N, 10° 18′ 20″ O                                | |
| Grube Haus Israel, Tag- und Kunstschacht                           | silberhaltiger Bleiglanz                                | Burgstätter Gangzug                                                 | 250 m                       |         | Gewerkschaft, Preussag AG Metall                     | 1591      | 1799      | 51° 48′ 17″ N, 10° 20′ 53″ O                                | Weiterbetrieb als Wasserhaltungsschacht für die Gruben Kranich, Anna-Eleonore, Sophia und König Wilhelm nach Ende der Erzgewinnung 1701.                                                                                    |
| Grube Haus Lüneburg                                                | silberhaltiger Bleiglanz                                | Burgstätter Gangzug                                                 |                             |         | Gewerkschaft, Preussag AG Metall                     | 1646      | 1724      | 51° 48′ 8″ N, 10° 21′ 17″ O                                 | |
| Grube Haus Wolfenbüttel (1)                                        | silberhaltiger Bleiglanz                                | Haus Herzberger Gangzug                                             | ca. 80 m                    |         | Gewerkschaft, Preussag AG Metall                     | 1670      | 1676      | 51° 49′ 16″ N, 10° 20′ 35″ O                                | |
| Grube Haus Wolfenbüttel (2)                                        | silberhaltiger Bleiglanz                                | Haus Herzberger Gangzug                                             | ca. 80 m                    |         | Gewerkschaft, Preussag AG Metall                     | 1670      | 1676      | 51° 49′ 8″ N, 10° 20′ 28″ O                                 | |
| Grube Haus Wolfenbüttel (Communion Fundgrube)                      | silberhaltiger Bleiglanz                                | Zellerfelder Gangzug                                                |                             |         | Fiskus                                               |           |           | 51° 49′ 0″ N, 10° 19′ 38″ O                                 | |
| Grube Heiliges Grab                                                | silberhaltiger Bleiglanz                                | Zellerfelder Gangzug                                                |                             |         | Gewerkschaft, Preussag AG Metall                     |           |           | 51° 48′ 58″ N, 10° 20′ 00″ O                                | |
| Grube Heinrich Andreas, Heinrich-Andreas-Stollen                   | vermutlich Roteisenstein                                | Oberharzer Diabaszug (Polsterberger Revier)                         |                             |         |                                                      |           |           | 51° 47′ 30″ N, 10° 23′ 55″ O                                | |
| Grube Heinrich Gabriel                                             | vermutlich silberhaltiger Bleiglanz                     | Burgstätter Gangzug                                                 | 210 m                       |         | Preussag AG Metall                                   | 1573      | 1819      | 51° 48′ 4″ N, 10° 21′ 20″ O                                 | |
| Grube (Herzog) August Wilhelm und Busches Glück                    | silberhaltiger Bleiglanz                                | Haus Herzberger Gangzug                                             |                             |         | Gewerkschaft, Preussag AG Metall                     |           | 1765      | 51° 49′ 1″ N, 10° 21′ 48″ O                                 | |
| Grube Herzog Christian Lud(e)wig                                   | silberhaltiger Bleiglanz                                | Burgstätter Gangzug                                                 | 300 m                       |         | Preussag AG Metall                                   | 1643      | 1817      | 51° 48′ 10″ N, 10° 21′ 9″ O                                 | |
| Grube Herzog Christian Lud(e)wig, Alter Schacht                    | silberhaltiger Bleiglanz                                | Burgstätter Gangzug                                                 |                             |         | Preussag AG Metall                                   |           | 1746      | 51° 48′ 9″ N, 10° 21′ 10″ O                                 | |
| Grube Herzog Ernst August                                          | silberhaltiger Bleiglanz                                | Burgstätter Gangzug                                                 |                             |         | Gewerkschaft, Fiskus, Preussag AG Metall             | 1669      | 1715      | 51° 48′ 17″ N, 10° 20′ 51″ O                                | Die Gewerkschaft betrieb später Bergbauversuche an verschiedenen Orten. |
| Grube Herzog Georg Ludwig                                          | vermutlich silberhaltiger Bleiglanz                     | Burgstätter Gangzug                                                 | ca. 150 m                   |         | Preussag AG Metall                                   | 1680      | 1732      | 51° 48′ 5″ N, 10° 20′ 57″ O                                 | |
| Grube Herzog Georg Wilhelm (1)                                     | silberhaltiger Bleiglanz, Kupferkies, Zinkblende        | Burgstätter Gangzug                                                 | 750 m                       |         | Preussag AG Metall                                   | 1643      | 1904      | 51° 48′ 19″ N, 10° 20′ 50″ O                                | Der Treibschacht der Grube war im 18. und 19. Jahrhundert Jahre zentraler Fahr- und Förderschacht des Unteren Burgstätter Reviers bis zur Fertigstellung des Kaiser-Wilhelm-Schachtes 1892.                                 |
| Grube Herzog Georg Wilhelm (2)                                     | silberhaltiger Bleiglanz, Kupferkies, Zinkblende        | Burgstätter Gangzug                                                 |                             |         | Fiskus, Preussag AG Metall                           |           | vor 1835  | 51° 48′ 28″ N, 10° 20′ 38″ O                                | |
| Grube Herzog Georg Wilhelm, Lichtloch (1)                          | silberhaltiger Bleiglanz, Kupferkies, Zinkblende        | Burgstätter Gangzug                                                 |                             |         | Fiskus, Preussag AG Metall                           |           | nach 1835 | 51° 48′ 27″ N, 10° 20′ 39″ O                                | |
| Grube Herzog Georg Wilhelm, Lichtloch (2)                          | silberhaltiger Bleiglanz, Kupferkies, Zinkblende        | Burgstätter Gangzug                                                 |                             |         | Fiskus, Preussag AG Metall                           |           | nach 1835 | 51° 48′ 27″ N, 10° 20′ 41″ O                                | |
| Grube Herzog Georg Wilhelm, Ziehschacht                            | silberhaltiger Bleiglanz, Kupferkies, Zinkblende        | Burgstätter Gangzug                                                 |                             |         | Preussag AG Metall                                   |           |           | 51° 48′ 18″ N, 10° 20′ 51″ O                                | |
| Grube Herzog Johann Friedrich (Clausthal)                          | silberhaltiger Bleiglanz                                | Burgstätter Gangzug                                                 | 340 m                       |         | Fiskus, Preussag AG Metall                           | 1669      | 1745      | 51° 48′ 50″ N, 10° 20′ 15″ O                                | Vorläufergrube: Erster Eingang. |
| Grube Herzog Rudolph Augustus, Luftschacht                         | silberhaltiger Bleiglanz, Kupferkies                    | Zellerfelder Gangzug                                                |                             |         | Preussag AG Metall                                   | 1649      | vor 1704  | 51° 49′ 16″ N, 10° 20′ 1″ O                                 | Die Grube wurde nach 1704 in die Nähe des Bleifelder Schachtes und später zum Silbernaaler Gangzug verlegt. |
| Grube Herzog Rudolph Augustus, Schacht                             | silberhaltiger Bleiglanz                                | Zellerfelder Gangzug                                                |                             |         | Fiskus, Preussag AG Metall                           | 1649      | vor 1704  | 51° 49′ 9″ N, 10° 19′ 54″ O                                 | Die Grube wurde nach 1704 in die Nähe des Bleifelder Schachtes und später zum Silbernaaler Gangzug verlegt. |
| Grube Herzog Rudolph Augustus, Schachtpinge                        | silberhaltiger Bleiglanz                                | Silbernaaler Gangzug                                                |                             |         | Fiskus                                               | nach 1704 |           | 51° 48′ 14″ N, 10° 17′ 27″ O                                | Verlegung der Grube vom Zellerfelder Gangzug. |
| Grube Herzog Rudolph Augustus, Stollen                             | silberhaltiger Bleiglanz                                | Silbernaaler Gangzug                                                |                             | 330 m   | Fiskus                                               | 1714      | 1719      | 51° 48′ 13″ N, 10° 17′ 33″ O                                | Verlegung der Grube vom Zellerfelder Gangzug. |
| Grube Hilfe Gottes (Laubhütter Gangzug), Schurf-Schacht            | vermutlich silberhaltiger Bleiglanz                     | Laubhütter Gangzug                                                  |                             |         |                                                      |           |           | 51° 47′ 33″ N, 10° 17′ 36″ O                                | |
| Grube Hilfe Gottes (Laubhütter Gangzug), Stollen                   | silberhaltiger Bleiglanz                                | Laubhütter Gangzug                                                  |                             |         |                                                      |           |           | 51° 47′ 34″ N, 10° 17′ 37″ O                                | |
| Grube Himmelfahrt Christi, Himmelsfahrt                            | silberhaltiger Bleiglanz                                | Zellerfelder Gangzug                                                |                             |         | Preussag AG Metall                                   | 1592      | vor 1662  | 51° 48′ 51″ N, 10° 20′ 12″ O                                | Nachfolgegrube: Haus Celle. |
| Grube Himmlisches Heer (Rosenhöfer Revier)                         | silberhaltiger Bleiglanz                                | Rosenhöfer Gangzug                                                  | 73 m                        |         | Fiskus                                               | 1592      | 1718      | 51° 48′ 20″ N, 10° 19′ 4″ O                                 | Nachfolgegrube: Himmlisches Heer und Wille Gottes. |
| Grube Hoffnung Gottes, Rösche                                      | vermutlich silberhaltiger Bleiglanz                     | Laubhütter Gangzug                                                  |                             |         |                                                      |           | 1749      | 51° 47′ 17″ N, 10° 17′ 39″ O                                | |
| Grube Hoffnung Gottes, Schächtchen (Versuchsbau)                   | vermutlich silberhaltiger Bleiglanz                     | Laubhütter Gangzug                                                  |                             |         |                                                      |           | 1749      | 51° 47′ 22″ N, 10° 17′ 40″ O                                | |
| Grube Hoffnung Gottes, Stollen                                     | silberhaltiger Bleiglanz                                | Laubhütter Gangzug                                                  |                             |         |                                                      |           | 1749      | 51° 47′ 25″ N, 10° 17′ 59″ O                                | |
| Grube Johann Andreas                                               | Roteisenstein                                           | Oberharzer Diabaszug (Polsterberger Revier)                         |                             |         |                                                      |           |           | 51° 47′ 29″ N, 10° 23′ 44″ O                                | |
| Grube Johannes Anweisung, Schacht                                  | silberhaltiger Bleiglanz                                | Laubhütter Gangzug                                                  |                             |         |                                                      |           | 1776      | 51° 47′ 34″ N, 10° 18′ 31″ O                                | |
| Grube Johannes Zeche, Oberer Schacht                               | Roteisenstein                                           | Oberharzer Diabaszug (Polsterberger Revier)                         |                             |         |                                                      |           |           | 51° 47′ 28″ N, 10° 23′ 42″ O                                | |
| Grube Johannes Zeche, Unterer Schacht                              | Roteisenstein                                           | Oberharzer Diabaszug (Polsterberger Revier)                         |                             |         |                                                      |           |           | 51° 47′ 28″ N, 10° 23′ 43″ O                                | |
| Grube Josaphat                                                     | silberhaltiger Bleiglanz                                | Burgstätter Gangzug                                                 |                             |         | Preussag AG Metall                                   |           | 1722      | 51° 48′ 45″ N, 10° 20′ 20″ O                                | |
| Grube Jungfrau                                                     | silberhaltiger Bleiglanz                                | Zellerfelder Gangzug                                                | 384 m                       |         | Preussag AG Metall                                   | 1672      | 1743      | 51° 49′ 13″ N, 10° 19′ 15″ O                                | Nachfolgegrube: Regenbogen. |
| Grube Kahlenbergs Glück                                            | Limonit oder Siderit                                    | Bockswieser Gangzug                                                 |                             |         | Lehnschaft, Preussag AG Metall                       |           | 1773      | 51° 50′ 18″ N, 10° 21′ 36″ O                                | |
| Grube Kahlenbergs Glück, Kahlenberg-Schacht                        |                                                         | Bockswieser Gangzug                                                 | 184 m                       |         | Preussag AG Metall                                   | 1922      | 1929      | 51° 50′ 20″ N, 10° 22′ 8″ O                                 | Untersuchungsschacht. |
| Grube Kahlenbergs Glück, Schacht (1)                               | Limonit oder Siderit                                    | Bockswieser Gangzug                                                 |                             |         | August und Wilhelm Heß                               |           | 1856      | 51° 50′ 22″ N, 10° 21′ 57″ O                                | |
| Grube Kahlenbergs Glück, Schacht (2)                               | vermutlich Limonit oder Siderit                         | Bockswieser Gangzug                                                 |                             |         | August und Wilhelm Heß                               |           | 1822      | 51° 50′ 21″ N, 10° 22′ 16″ O                                | |
| Grube Klein-Clausthals Glück, Oberer Stollen                       | vermutlich silberhaltiger Bleiglanz                     | Laubhütter Gangzug                                                  |                             |         |                                                      |           | 1741      | 51° 47′ 50″ N, 10° 18′ 36″ O                                | |
| Grube Klein-Clausthals Glück, Stollen = Rösche                     | silberhaltiger Bleiglanz                                | Laubhütter Gangzug                                                  |                             |         |                                                      |           | 1730      | 51° 47′ 44″ N, 10° 18′ 11″ O                                | |
| Grube Klein-Clausthals Glück, Tiefer Stollen, Rösche               | silberhaltiger Bleiglanz                                | Laubhütter Gangzug                                                  |                             |         |                                                      |           | 1741      | 51° 47′ 51″ N, 10° 18′ 34″ O                                | |
| Grube König Carl                                                   | silberhaltiger Bleiglanz                                | Silbernaaler Gangzug (östlicher Abschnitt)                          |                             |         |                                                      |           |           | 51° 47′ 25″ N, 10° 22′ 38″ O                                | Auch König Carol. |
| Grube König Catalina, Alter Stollen                                | vermutlich silberhaltiger Bleiglanz                     | Zellerfelder Gangzug (östlicher Abschnitt)                          |                             |         | Lehnschaft                                           |           | 1812      | 51° 48′ 47″ N, 10° 22′ 1″ O                                 | |
| Grube König David und Drei Steiger                                 | vermutlich silberhaltiger Bleiglanz                     | Silbernaaler Gangzug (östlicher Abschnitt)                          |                             |         |                                                      |           | 1743      | 51° 47′ 12″ N, 10° 23′ 56″ O                                | |
| Grube König David und Drei Steiger, König David                    | vermutlich silberhaltiger Bleiglanz                     | Silbernaaler Gangzug (östlicher Abschnitt)                          |                             |         |                                                      |           | 1760      | 51° 47′ 22″ N, 10° 24′ 40″ O                                | |
| Grube König David und Drei Steiger, Lichtloch                      | vermutlich silberhaltiger Bleiglanz                     | Silbernaaler Gangzug (östlicher Abschnitt)                          |                             |         |                                                      |           | 1760      | 51° 47′ 24″ N, 10° 24′ 49″ O                                | |
| Grube König David und Drei Steiger, Stollen (Versuchsbau)          | vermutlich silberhaltiger Bleiglanz                     | Silbernaaler Gangzug (östlicher Abschnitt)                          |                             |         |                                                      |           | 1751      | 51° 46′ 35″ N, 10° 25′ 5″ O                                 | |
| Grube König David und Drei Steiger, Tagerösche                     | vermutlich silberhaltiger Bleiglanz                     | Silbernaaler Gangzug (östlicher Abschnitt)                          |                             |         |                                                      |           | 1743      | 51° 47′ 8″ N, 10° 24′ 00″ O                                 | |
| Grube König David und Drei Steiger, Tiefer Stollen                 | vermutlich silberhaltiger Bleiglanz                     | Silbernaaler Gangzug (östlicher Abschnitt)                          |                             |         | Bergbaukasse                                         |           |           | 51° 47′ 29″ N, 10° 25′ 4″ O                                 | |
| Grube König Georg, Rösche                                          | vermutlich silberhaltiger Bleiglanz                     | Zellerfelder Gangzug                                                |                             |         | Fiskus, Preussag AG Metall                           |           |           | 51° 48′ 43″ N, 10° 19′ 44″ O                                | |
| Grube Königin Anne                                                 | Roteisenstein                                           | Oberharzer Diabaszug (Polsterberger Revier)                         |                             |         |                                                      |           |           | 51° 47′ 25″ N, 10° 23′ 26″ O                                | Auch Königin Anna. |
| Grube König Josaphat                                               | silberhaltiger Bleiglanz                                | Burgstätter Gangzug                                                 | 275 m                       |         | Preussag AG Metall                                   | 1588      | 1767      | 51° 48′ 39″ N, 10° 20′ 25″ O                                | |
| Grube Kron Calenberg, Kron-Calenberger und Herzoger Gesamtschacht  | silberhaltiger Bleiglanz                                | Zellerfelder Gangzug                                                |                             |         | Fiskus, Preussag AG Metall                           |           | 1744      | 51° 48′ 53″ N, 10° 20′ 29″ O                                | |
| Grube Kron-Calenberg, Tag- und Treibschacht                        | silberhaltiger Bleiglanz, Zinkblende                    | Zellerfelder Gangzug                                                | 120 m                       |         | Preussag AG Metall                                   | 1678      | 1818      | 51° 48′ 50″ N, 10° 20′ 23″ O                                | |
| Grube Landeswohlfahrt, Oberer (oder östlicher) Schacht             | silberhaltiger Bleiglanz                                | Burgstätter Gangzug                                                 | 180 m                       |         | Preussag AG Metall                                   | 1648      | 1819      | 51° 48′ 7″ N, 10° 21′ 00″ O                                 | |
| Grube Landeswohlfahrt, Unterer (oder westlicher) Schacht           | silberhaltiger Bleiglanz                                | Burgstätter Gangzug                                                 |                             |         | Preussag AG Metall                                   | 1702      | 1734      | 51° 48′ 10″ N, 10° 20′ 58″ O                                | |
| Grube Lehnschaft Auffem Hartz, Stollen                             | vermutlich silberhaltiger Bleiglanz                     | Zellerfelder Gangzug (östlicher Abschnitt)                          |                             |         | Lehnschaft                                           |           | 1672      | 51° 48′ 56″ N, 10° 22′ 50″ O                                | |
| Grube Lehnschaft Christiane, Christianer Stollen                   | silberhaltiger Bleiglanz                                | Rosenhöfer Gangzug                                                  |                             |         | Fiskus                                               |           |           | 51° 48′ 32″ N, 10° 18′ 6″ O                                 | |
| Grube (Lehnschaft) Englischer Gruß (1)                             | silberhaltiger Bleiglanz                                | Burgstätter Gangzug                                                 | 160 m                       |         | Preussag AG Metall                                   | 1590      | 1680      | 51° 48′ 21″ N, 10° 20′ 47″ O                                | Nachfolgegrube: Englische Treue. Der Name leitet sich von Engel ab und nicht von England. |
| Grube (Lehnschaft) Englischer Gruß (2)                             | silberhaltiger Bleiglanz                                | Burgstätter Gangzug                                                 |                             |         | Preussag AG Metall                                   |           |           | 51° 48′ 21″ N, 10° 20′ 49″ O                                | |
| Grube Lehnschaft Frau Christiana Elisabeth, Neuer Stollen          | vermutlich silberhaltiger Bleiglanz                     | Zellerfelder Gangzug (östlicher Abschnitt)                          |                             |         | Lehnschaft, Preussag AG Metall                       |           | 1672      | 51° 48′ 47″ N, 10° 22′ 39″ O                                | |
| Grube Lehnschaft Friedrich Wilhelm und Augusta Carolina            | vermutlich silberhaltiger Bleiglanz                     | Haus Herzberger Gangzug                                             |                             |         | Lehnschaft                                           |           |           | 51° 49′ 1″ N, 10° 21′ 54″ O                                 | |
| Grube Lehnschaft Gnade Gottes, Oberer Stollen                      | vermutlich Roteisenstein                                | Oberharzer Diabaszug (Polsterberger Revier)                         |                             |         |                                                      |           |           | 51° 47′ 46″ N, 10° 24′ 28″ O                                | |
| Grube Lehnschaft Gnade Gottes, Pingen                              | vermutlich Roteisenstein                                | Oberharzer Diabaszug (Polsterberger Revier)                         |                             |         |                                                      |           |           | 51° 47′ 44″ N, 10° 24′ 26″ O                                | |
| Grube Lehnschaft Gnade Gottes, Tiefer Stollen                      | vermutlich Roteisenstein                                | Oberharzer Diabaszug (Polsterberger Revier)                         |                             |         |                                                      |           |           | 51° 47′ 47″ N, 10° 24′ 30″ O                                | |
| Grube Lehnschaft Heiliges Creutz, Stollen                          | vermutlich silberhaltiger Bleiglanz                     | Haus Herzberger Gangzug                                             |                             |         | Lehnschaft                                           |           | 1686      | 51° 49′ 6″ N, 10° 22′ 16″ O                                 | |
| Grube (Lehnschaft) Herzog                                          | silberhaltiger Bleiglanz                                | Zellerfelder Gangzug                                                | 140 m                       |         | Preussag AG Metall                                   | 1668      | 1818      | 51° 48′ 58″ N, 10° 20′ 46″ O                                | |
| Grube Lehnschaft Landesherren, Alter Schurfschacht                 | vermutlich silberhaltiger Bleiglanz                     | Silbernaaler Gangzug                                                |                             |         | Lehnschaft                                           |           | vor 1841  | 51° 48′ 7″ N, 10° 18′ 5″ O                                  | |
| Grube Lehnschaft Weinstock                                         | vermutlich silberhaltiger Bleiglanz                     | Haus Herzberger Gangzug                                             |                             |         | Lehnschaft, Preussag AG Metall                       |           | 1685      | 51° 49′ 6″ N, 10° 22′ 0″ O                                  | |
| Grube Löwenburg                                                    | vermutlich silberhaltiger Bleiglanz                     | Rosenhöfer Gangzug                                                  |                             |         | Fiskus, Lehnschaft                                   |           | 1747      | 51° 48′ 48″ N, 10° 19′ 5″ O                                 | |
| Grube Löwe, Stollen                                                | vermutlich silberhaltiger Bleiglanz                     | Laubhütter Gangzug                                                  |                             |         |                                                      |           | 1680      | 51° 47′ 39″ N, 10° 18′ 6″ O                                 | |
| Grube Margarethe und Grube Moses                                   | vermutlich silberhaltiger Bleiglanz                     | Spiegeltaler Gangzug                                                |                             |         | Lehnschaft                                           |           | 1671      | 51° 50′ 5″ N, 10° 21′ 14″ O                                 | |
| Grube Marie Hedwig, Stollen                                        | silberhaltiger Bleiglanz                                | Silbernaaler Gangzug                                                |                             |         | Fiskus                                               |           |           | 51° 47′ 56″ N, 10° 19′ 27″ O                                | |
| Grube Morgenglanz                                                  | Roteisenstein                                           | Oberharzer Diabaszug (Polsterberger Revier)                         |                             |         |                                                      |           |           | 51° 47′ 30″ N, 10° 23′ 42″ O                                | |
| Grube Moses, Schacht                                               | vermutlich silberhaltiger Bleiglanz                     | Burgstätter Gangzug                                                 | 200 m                       |         | Preussag AG Metall                                   | 1670      | 1713      | 51° 48′ 41″ N, 10° 20′ 23″ O                                | |
| Grube Napoleons Glück und Königin Catharina, Alter Stollen         | vermutlich silberhaltiger Bleiglanz                     | Zellerfelder Gangzug (östlicher Abschnitt)                          |                             |         | Lehnschaft                                           |           | nach 1814 | 51° 48′ 46″ N, 10° 22′ 39″ O                                | |
| Grube Neue Anweisung, Versuchsstollen                              |                                                         |                                                                     |                             |         |                                                      |           | 1773      | 51° 46′ 49″ N, 10° 18′ 3″ O                                 | |
| Grube Neue Benedicte und Prinz Friedrich Ludwig, Gesamtschacht     | Silbererze, silberhaltiger Bleiglanz                    | Burgstätter Gangzug                                                 | 230 m                       |         |                                                      | 1701      | 1834      | 51° 47′ 48″ N, 10° 22′ 4″ O                                 | |
| Grube Neue Caroline, Tiefer Caroliner Stollen                      | vermutlich Limonit oder Siderit                         | Bockswieser Gangzug                                                 |                             |         | August und Wilhelm Heß                               |           | 1859      | 51° 50′ 22″ N, 10° 22′ 5″ O                                 | |
| Grube Neue Fortuna                                                 | kein Erzfund                                            | Burgstätter Gangzug                                                 | 105 m                       |         |                                                      | 1720      | 1732      | 51° 47′ 53″ N, 10° 23′ 24″ O                                | |
| Grube Neue Fortuna (Silbernaaler Gangzug)                          | silberhaltiger Bleiglanz                                | Silbernaaler Gangzug (östlicher Abschnitt)                          |                             |         |                                                      |           |           | 51° 47′ 40″ N, 10° 23′ 10″ O                                | |
| Grube Neue Fortuna, Tagesrösche-Stollen                            | kein Erzfund                                            | Burgstätter Gangzug                                                 |                             |         | Fiskus, Preussag AG Metall                           |           |           | 51° 47′ 55″ N, 10° 23′ 19″ O                                | |
| Grube Neue Hoffnung                                                | Roteisenstein                                           | Oberharzer Diabaszug (Polsterberger Revier)                         |                             |         |                                                      |           | 1844      | 51° 47′ 45″ N, 10° 24′ 19″ O                                | |
| Grube Neue Hoffnung Gottes                                         | vermutlich silberhaltiger Bleiglanz                     | Zellerfelder Gangzug (östlicher Abschnitt)                          |                             |         | Lehnschaft                                           |           |           | 51° 48′ 52″ N, 10° 22′ 5″ O                                 | |
| Grube Neue Hoffnung, Oberer Stollen                                | Roteisenstein                                           | Oberharzer Diabaszug (Polsterberger Revier)                         |                             |         |                                                      |           | 1844      | 51° 47′ 45″ N, 10° 24′ 18″ O                                | |
| Grube Neue Hoffnung, Tiefer Stollen                                | Roteisenstein                                           | Oberharzer Diabaszug (Polsterberger Revier)                         |                             |         |                                                      |           | 1844      | 51° 47′ 44″ N, 10° 24′ 21″ O                                | |
| Grube Neuer Grüner Hirsch, Abfallrösche                            | vermutlich silberhaltiger Bleiglanz                     | Burgstätter Gangzug                                                 |                             |         | Preussag AG Metall                                   |           |           | 51° 48′ 5″ N, 10° 21′ 26″ O                                 | |
| Grube Neuer Josua                                                  | silberhaltiger Bleiglanz                                | Burgstätter Gangzug                                                 | 120 m                       |         | Preussag AG Metall                                   | 1748      | ca. 1818  | 51° 48′ 43″ N, 10° 20′ 19″ O                                | |
| Grube Neuer König Georg, Schachtpinge                              | vermutlich silberhaltiger Bleiglanz                     | Zellerfelder Gangzug (östlicher Abschnitt)                          |                             |         | Lehnschaft                                           |           |           | 51° 48′ 39″ N, 10° 22′ 8″ O                                 | |
| Grube Neuer König Georg, Stollen zur Schachtpinge                  | vermutlich silberhaltiger Bleiglanz                     | Zellerfelder Gangzug (östlicher Abschnitt)                          |                             |         |                                                      |           |           | 51° 48′ 38″ N, 10° 22′ 10″ O                                | |
| Grube Neuer Landesherr, Schacht                                    | vermutlich silberhaltiger Bleiglanz                     | Silbernaaler Gangzug                                                |                             |         | Preussag AG Metall                                   |           |           | 51° 48′ 11″ N, 10° 18′ 21″ O                                | |
| Grube Neue Rose, Schacht Neue Rose (1)                             | Roteisenstein                                           | Oberharzer Diabaszug (Polsterberger Revier)                         |                             |         |                                                      |           | 1844      | 51° 47′ 42″ N, 10° 24′ 9″ O                                 | |
| Grube Neue Rose, Schacht Neue Rose (2)                             | Roteisenstein                                           | Oberharzer Diabaszug (Polsterberger Revier)                         |                             |         |                                                      |           | 1844      | 51° 47′ 43″ N, 10° 24′ 10″ O                                | |
| Grube Neue Rose, Stollen Neue Rose                                 | Roteisenstein                                           | Oberharzer Diabaszug (Polsterberger Revier)                         |                             |         |                                                      |           | 1799      | 51° 47′ 45″ N, 10° 24′ 17″ O                                | |
| Grube Neues Clausthal                                              | vermutlich silberhaltiger Bleiglanz                     | Rosenhöfer Gangzug                                                  |                             |         | Fiskus, Lehnschaft                                   |           |           | 51° 48′ 33″ N, 10° 18′ 32″ O                                | |
| Grube Neues Zellerfeld                                             | vermutlich silberhaltiger Bleiglanz                     | Zellerfelder Gangzug                                                |                             |         | Fiskus, Gewerkschaft                                 |           |           | 51° 49′ 5″ N, 10° 19′ 48″ O                                 | |
| Grube Neues Glück (1)                                              | Roteisenstein                                           | Oberharzer Diabaszug (Polsterberger Revier)                         |                             |         |                                                      |           |           | 51° 47′ 29″ N, 10° 23′ 50″ O                                | |
| Grube Neues Glück (2)                                              | Roteisenstein                                           | Oberharzer Diabaszug (Polsterberger Revier)                         |                             |         |                                                      |           |           | 51° 47′ 29″ N, 10° 23′ 50″ O                                | |
| Grube Neues Glück (Silbernaal), Pinge                              | vermutlich silberhaltiger Bleiglanz                     | Silbernaaler Gangzug                                                |                             |         |                                                      |           | 1780      | 51° 48′ 6″ N, 10° 18′ 15″ O                                 | |
| Grube Neue St. Ursula                                              | silberhaltiger Bleiglanz                                | Burgstätter Gangzug                                                 |                             |         | Lehnschaft, Gewerkschaft                             |           | um 1783   | 51° 47′ 57″ N, 10° 23′ 45″ O                                | |
| Grube Neue St. Ursula, Tagesrösche                                 | silberhaltiger Bleiglanz                                | Burgstätter Gangzug                                                 |                             |         | Lehnschaft, Gewerkschaft                             |           |           | 51° 47′ 52″ N, 10° 23′ 46″ O                                | |
| Grube Neufang                                                      | vermutlich silberhaltiger Bleiglanz                     | Burgstätter Gangzug                                                 |                             |         |                                                      |           |           | 51° 48′ 36″ N, 10° 20′ 29″ O                                | |
| Grube Neufang, Eisensteins Schacht                                 | vermutlich Roteisenstein, Limonit oder Siderit          |                                                                     |                             |         |                                                      |           |           | 51° 48′ 28″ N, 10° 21′ 32″ O                                | Geographische Lage auf der sogenannten Burgstätter Faule Ruschel. |
| Grube Neufang, Lichtloch                                           | vermutlich silberhaltiger Bleiglanz                     | Burgstätter Gangzug                                                 |                             |         |                                                      |           |           | 51° 48′ 37″ N, 10° 20′ 27″ O                                | |
| Grube Ölbaum                                                       | vermutlich silberhaltiger Bleiglanz                     | Haus Herzberger Gangzug                                             |                             |         | Lehnschaft                                           |           |           | 51° 49′ 5″ N, 10° 21′ 57″ O                                 | |
| Grube Palmbaum                                                     | silberhaltiger Bleiglanz                                | Burgstätter Gangzug                                                 |                             |         | Gewerkschaft                                         | 1677      | 1687      | 51° 48′ 20″ N, 10° 20′ 50″ O                                | |
| Grube Philippina (-Weißes Ross)                                    | vermutlich silberhaltiger Bleiglanz                     | Burgstätter Gangzug                                                 |                             |         | Preussag AG Metall                                   | 1673      | 1734      | 51° 48′ 6″ N, 10° 21′ 11″ O                                 | Gemeinsamer Schacht mit der Grube Weißes Ross. |
| Grube Philippine, Schacht Philippine                               | silberhaltiger Bleiglanz                                | Rosenhöfer Gangzug                                                  |                             |         | Preussag AG Metall                                   |           | 1829      | 51° 48′ 38″ N, 10° 17′ 30″ O                                | |
| Grube Polsterberger 1. Aufnahme oder Sarepta, Oberer Stollen       | Roteisenstein                                           | Oberharzer Diabaszug (Polsterberger Revier)                         |                             |         |                                                      |           |           | 51° 47′ 54″ N, 10° 24′ 45″ O                                | |
| Grube Polsterberger 1. Aufnahme oder Sarepta, Schacht              | Roteisenstein                                           | Oberharzer Diabaszug (Polsterberger Revier)                         |                             |         |                                                      |           |           | 51° 47′ 55″ N, 10° 24′ 44″ O                                | |
| Grube Polsterberger 1. Aufnahme oder Sarepta, Tiefer Stollen       | Roteisenstein                                           | Oberharzer Diabaszug (Polsterberger Revier)                         |                             |         |                                                      |           |           | 51° 47′ 54″ N, 10° 24′ 47″ O                                | |
| Grube Prinz August                                                 | silberhaltiger Bleiglanz                                | Haus Herzberger Gangzug                                             |                             |         | Gewerkschaft, Lehnschaft, Fiskus, Preussag AG Metall | 1683      | 1729      | 51° 49′ 14″ N, 10° 21′ 20″ O                                | |
| Grube Prinz Carl                                                   | silberhaltiger Bleiglanz                                | Haus Herzberger Gangzug                                             | ca. 200 m                   |         | Preussag AG Metall                                   | 1684      | 1749      | 51° 49′ 8″ N, 10° 21′ 12″ O                                 | |
| Grube Prinz Carl, Kunstschacht                                     | silberhaltiger Bleiglanz                                | Haus Herzberger Gangzug                                             |                             |         | Gewerkschaft, Lehnschaft, Fiskus, Preussag AG Metall |           | 1768      | 51° 49′ 7″ N, 10° 21′ 16″ O                                 | |
| Grube Prinz Carl, Rösche                                           | silberhaltiger Bleiglanz                                | Haus Herzberger Gangzug                                             |                             |         | Preussag AG Metall                                   |           | 1768      | 51° 49′ 7″ N, 10° 21′ 10″ O                                 | |
| Grube Prinz Christian                                              | silberhaltiger Bleiglanz                                | Haus Herzberger Gangzug                                             | ca. 300 m                   |         | Preussag AG Metall                                   | 1684      | 1729      | 51° 49′ 9″ N, 10° 21′ 7″ O                                  | |
| Grube Prinz Christian, Rösche                                      | silberhaltiger Bleiglanz                                | Haus Herzberger Gangzug                                             |                             |         | Preussag AG Metall                                   |           | 1768      | 51° 49′ 6″ N, 10° 21′ 7″ O                                  | |
| Grube Prinzessin Amalia                                            | silberhaltiger Bleiglanz                                | Burgstätter Gangzug                                                 | 194 m                       |         |                                                      | 1715      | 1732      | 51° 47′ 48″ N, 10° 22′ 23″ O                                | |
| Grube Prinzessin Amalia, Tagesrösche-Stollen                       | silberhaltiger Bleiglanz                                | Burgstätter Gangzug                                                 |                             |         | Fiskus, Preussag AG Metall                           |           | 1745      | 51° 47′ 48″ N, 10° 22′ 22″ O                                | |
| Grube Prinzessin Anna                                              | silberhaltiger Bleiglanz                                | Rosenhöfer Gangzug                                                  |                             |         | Gewerkschaft, Fiskus                                 |           |           | 51° 47′ 59″ N, 10° 20′ 30″ O                                | |
| Grube Prinzessin Elisabeth                                         | silberhaltiger Bleiglanz                                | Burgstätter Gangzug                                                 |                             |         |                                                      | vor 1652  | 1783      | 51° 47′ 48″ N, 10° 22′ 54″ O                                | Nach 1652 Ende des Frankenscharrn-Stollens, erfolglose Untersuchungen 1740–1746 sowie 1783 |
| Grube Prinzessin Elisabeth, Schachtpinge                           | silberhaltiger Bleiglanz                                | Burgstätter Gangzug                                                 |                             |         |                                                      |           |           | 51° 47′ 47″ N, 10° 23′ 1″ O                                 | |
| Grube Prophet Daniel                                               | silberhaltiger Bleiglanz                                | Zellerfelder Gangzug                                                | 90 m                        |         | Preussag AG Metall, Fiskus                           | 1662      | 1678      | 51° 48′ 53″ N, 10° 20′ 15″ O                                | |
| Grube Redens Anfang und Stelzners Fortsetzung                      | vermutlich silberhaltiger Bleiglanz                     | Rosenhöfer Gangzug                                                  |                             |         | Fiskus                                               |           |           | 51° 48′ 44″ N, 10° 18′ 55″ O                                | |
| Grube Regenbogen                                                   | silberhaltiger Bleiglanz                                | Zellerfelder Gangzug                                                | 390 m                       |         | Preussag AG Metall                                   | 1674      | 1930      | 51° 49′ 13″ N, 10° 19′ 18″ O                                | Vorläufergruben: 6. und 7. Maß nach dem Weißen Schwan, Silberne Schreibfeder, Elisabeth Juliane, Jungfrau. |
| Grube Regenbogen und Morgenröthe                                   | vermutlich silberhaltiger Bleiglanz                     | Burgstätter Gangzug                                                 |                             |         | Lehnschaft                                           |           | 1783      | 51° 47′ 59″ N, 10° 23′ 59″ O                                | |
| Grube Rheinischer Wein                                             | silberhaltiger Bleiglanz                                | Zellerfelder Gangzug                                                | 565 m                       |         | Preussag AG Metall                                   | 1574      | 1930      | 51° 49′ 6″ N, 10° 19′ 35″ O                                 | Nach 1679 gehört der Schacht der Grube zur Grube Ring und Silberschnur, wird bis 1868 als Wasserhaltungsschacht des gesamten östlichen Zellerfelder Zuges und bis 1930 als Fahrschacht des Erzbergwerkes Clausthal genutzt. |
| Grube Ringe                                                        | silberhaltiger Bleiglanz                                | Zellerfelder Gangzug                                                | 120 m                       |         | Fiskus                                               | 1668      | 1679      | 51° 49′ 9″ N, 10° 19′ 28″ O                                 | Nachfolgegrube: Ring und Silberschnur. |
| Grube Ring und Silberschnur                                        | silberhaltiger Bleiglanz                                | Zellerfelder Gangzug                                                |                             |         | Preussag AG Metall                                   | 1679      | 1930      | 51° 49′ 2″ N, 10° 19′ 41″ O                                 | Vorgängergruben: Güldener Löwe, Silberschnur, Salvator, Unüberwindlicher Kaiser Carl, Rheinischer Wein, Haus Celle. |
| Grube Ring und Silberschnur, Carl oder Silberschnur                | silberhaltiger Bleiglanz                                | Zellerfelder Gangzug                                                |                             |         | Fiskus                                               |           | 1711      | 51° 49′ 4″ N, 10° 19′ 42″ O                                 | |
| Grube Ritter Casimir                                               | kein Erzfund                                            | Burgstätter Gangzug                                                 |                             |         | Gewerkschaft                                         | 1672      | 1698      | 51° 48′ 35″ N, 10° 20′ 39″ O                                | |
| Grube Rosenbusch, Rosenbüscher Schacht                             | silberhaltiger Bleiglanz                                | Burgstätter Gangzug                                                 | 77 m                        |         | Preussag AG Metall                                   | 1696      | 1708      | 51° 47′ 55″ N, 10° 21′ 14″ O                                | Auch Rosenbusch- und König-Balthasar-Gesamtschacht. Nachfolgegrube: Gabe Gottes und Rosenbusch |
| Grube Rosenhof                                                     | silberhaltiger Bleiglanz                                | Rosenhöfer Gangzug                                                  | 708 m                       |         |                                                      |           | 1930      |                                                             | |
| Grube Sarepta oder St. Magdalena                                   | silberhaltiger Bleiglanz                                | Burgstätter Gangzug                                                 |                             |         | Gewerkschaft                                         | 1667      | 1732      | 51° 48′ 27″ N, 10° 20′ 16″ O                                | 1720 mit der Grube Dorothea Landeskron vereinigt. Später Verlegung nach Riefensbeek-Kamschlacken. |
| Grube Sarepta oder St. Magdalena, Rösche                           | silberhaltiger Bleiglanz                                | Burgstätter Gangzug                                                 |                             |         | Gewerkschaft                                         |           | 1699      | 51° 48′ 30″ N, 10° 20′ 20″ O                                | |
| Grube Segen des Herrn, Schacht                                     | silberhaltiger Bleiglanz                                | Zellerfelder Gangzug (östlicher Abschnitt)                          |                             |         | Fiskus, Lehnschaft, Preussag AG Metall               | 1673      | 1691      | 51° 48′ 36″ N, 10° 23′ 21″ O                                | |
| Grube Segen des Herrn, Stollen                                     | silberhaltiger Bleiglanz                                | Zellerfelder Gangzug (östlicher Abschnitt)                          |                             |         | Preussag AG Metall                                   | 1673      | 1691      | 51° 48′ 37″ N, 10° 23′ 24″ O                                | |
| Grube Segen Gottes, Alter Schacht                                  | Roteisenstein                                           | Oberharzer Diabaszug (Polsterberger Revier)                         |                             |         |                                                      |           |           | 51° 47′ 37″ N, 10° 23′ 55″ O                                | |
| Grube Segen Gottes, Förderschacht                                  | Roteisenstein                                           | Oberharzer Diabaszug (Polsterberger Revier)                         |                             |         |                                                      |           | 1831      | 51° 47′ 37″ N, 10° 23′ 57″ O                                | |
| Grube Segen Gottes, Pinge Fundschacht                              | Roteisenstein                                           | Oberharzer Diabaszug (Polsterberger Revier)                         |                             |         |                                                      |           | 1799      | 51° 47′ 36″ N, 10° 23′ 55″ O                                | |
| Grube Segen Gottes, Versuchsschacht                                | Roteisenstein                                           | Oberharzer Diabaszug (Polsterberger Revier)                         |                             |         |                                                      |           | 1831      | 51° 47′ 35″ N, 10° 23′ 53″ O                                | |
| Grube Silbercrone                                                  |                                                         |                                                                     |                             |         |                                                      |           |           | 51° 46′ 31″ N, 10° 17′ 3″ O                                 | |
| Grube Silberkrone                                                  | silberhaltiger Bleiglanz                                | Zellerfelder Gangzug                                                |                             |         | Preussag AG Metall                                   | 1668      | 1678      | 51° 48′ 51″ N, 10° 20′ 20″ O                                | Nachfolgegrube: Kron Calenberg. |
| Grube Silberner Mond                                               | silberhaltiger Bleiglanz, Kupferkies                    | Zellerfelder Gangzug                                                | 128 m                       |         | Fiskus                                               | 1677      | 1685      | 51° 49′ 2″ N, 10° 19′ 20″ O                                 | Verlegung auf den Spiegeltaler Gangzug bei Wildemann. |
| Grube Silberne Schreibfeder                                        | silberhaltiger Bleiglanz                                | Zellerfelder Gangzug                                                | 288 m                       |         | Preussag AG Metall                                   | 1560      | 1673      | 51° 49′ 13″ N, 10° 19′ 21″ O                                | Nachfolgegrube: Jungfrau. |
| Grube Sophia (1)                                                   | silberhaltiger Bleiglanz                                | Burgstätter Gangzug                                                 |                             |         | Gewerkschaft, Fiskus, Preussag AG Metall             | 1667      | 1818      | 51° 48′ 14″ N, 10° 21′ 1″ O                                 | |
| Grube Sophia (2) oder Grüne Birke                                  | silberhaltiger Bleiglanz, Silbererze                    | Burgstätter Gangzug                                                 |                             |         | Preussag AG Metall                                   | 1591      | 1818      | 51° 48′ 15″ N, 10° 20′ 58″ O                                | Bis 1667 Grube Grüne Birke, dann Neuverleihung unter dem Namen Sophia. |
| Grube Sophia Eleonora                                              | silberhaltiger Bleiglanz                                | Zellerfelder Gangzug                                                |                             |         | Fiskus                                               | 1675      | 1686      | 51° 49′ 5″ N, 10° 19′ 28″ O                                 | Nachfolgegrube: Freudenstein. |
| Grube Stadt Hannover                                               | vermutlich silberhaltiger Bleiglanz                     | Silbernaaler Gangzug (östlicher Abschnitt)                          |                             |         |                                                      |           | 1708      | 51° 47′ 42″ N, 10° 21′ 36″ O                                | Bergschaden am 29. November 1982. |
| Grube Stadt Hannover, Rösche                                       | vermutlich silberhaltiger Bleiglanz                     | Silbernaaler Gangzug (östlicher Abschnitt)                          |                             |         |                                                      |           | 1708      | 51° 47′ 36″ N, 10° 21′ 30″ O                                | |
| Grube St. Andreas                                                  | silberhaltiger Bleiglanz                                | Burgstätter Gangzug                                                 |                             |         | Preussag AG Metall, Gewerkschaft                     | 1624      | 1701      | 51° 48′ 13″ N, 10° 21′ 5″ O                                 | Förderung über Schacht der Grube Sophia. Später Versuchsarbeiten unter dem Namen Neuer St. Andreas. |
| Grube St. Anna                                                     | silberhaltiger Bleiglanz, Silbererze                    | Rosenhöfer Gangzug                                                  | 192 m                       |         | Fiskus                                               | vor 1554  | 1644      | 51° 48′ 17″ N, 10° 19′ 13″ O                                | Im 16. und frühen 17. Jahrhundert bedeutendstes Clausthaler Bergwerk. Nachfolgegrube: Drei Könige. |
| Grube St. Catharina, Oberer Schacht                                | silberhaltiger Bleiglanz                                | Burgstätter Gangzug                                                 |                             |         | Preussag AG Metall                                   | 1615      | 1690      | 51° 48′ 11″ N, 10° 21′ 13″ O                                | |
| Grube St. Catharina, Unterer Schacht                               | silberhaltiger Bleiglanz                                | Burgstätter Gangzug                                                 | 211 m                       |         | Preussag AG Metall                                   | 1685      | 1817      | 51° 48′ 13″ N, 10° 21′ 6″ O                                 | Grubenfeld fiel 1850 an Grube Neue St. Margarethe. |
| Grube St. Elisabeth, Alter Schacht                                 | silberhaltiger Bleiglanz                                | Burgstätter Gangzug                                                 |                             |         | Gewerkschaft, Preussag AG Metall                     | 1625      | 1850      | 51° 48′ 6″ N, 10° 21′ 18″ O                                 | Nachfolgegrube: Neue St. Margarethe. |
| Grube St. Elisabeth, Gemeinschaftsschacht mit Heinrich Gabriel     | silberhaltiger Bleiglanz                                | Burgstätter Gangzug                                                 |                             |         | Preussag AG Metall                                   | 1673      | 1734      | 51° 48′ 7″ N, 10° 21′ 19″ O                                 | |
| Grube Stern                                                        | vermutlich silberhaltiger Bleiglanz                     | Zellerfelder Gangzug                                                |                             |         | Fiskus                                               |           |           | 51° 49′ 4″ N, 10° 19′ 19″ O                                 | |
| Grube St. Georg                                                    | silberhaltiger Bleiglanz                                | Burgstätter Gangzug                                                 | 120 m                       |         | Preussag AG Metall                                   | 1636      | 1708      | 51° 48′ 46″ N, 10° 20′ 19″ O                                | |
| Grube St. Johannes, Lichtloch                                      | silberhaltiger Bleiglanz                                | Rosenhöfer Gangzug                                                  |                             |         | Preussag AG Metall                                   |           |           | 51° 48′ 14″ N, 10° 19′ 25″ O                                | |
| Grube St. Johannes, Tagschacht                                     | Silbererze, silberhaltiger Bleiglanz                    | Rosenhöfer Gangzug                                                  | 170 m                       |         | Preussag AG Metall                                   | 1632      | 1817      | 51° 48′ 15″ N, 10° 19′ 25″ O                                | Nachfolgegrube: Neuer Thurm-Rosenhof |
| Grube St. Johannis                                                 | vermutlich silberhaltiger Bleiglanz                     | Zellerfelder Gangzug                                                |                             |         | Fiskus                                               |           |           | 51° 48′ 56″ N, 10° 19′ 24″ O                                | |
| Grube St. Lorenz                                                   | silberhaltiger Bleiglanz, Kupferkies                    | Burgstätter Gangzug                                                 | 420 m                       |         | Preussag AG Metall                                   | 1667      | 1841      | 51° 48′ 42″ N, 10° 20′ 26″ O                                | Vorläufergrube: Gnade Gottes. Immer wieder auftretende Bergschäden waren Gegenstand eines Rechtsstreits der Bergbau Goslar GmbH über die Rechtsnachfolge.                                                                   |
| Grube St. Magdalena, Schachtpinge                                  | silberhaltiger Bleiglanz                                | Burgstätter Gangzug                                                 |                             |         | Gewerkschaft                                         | 1677      | 1702      | 51° 48′ 25″ N, 10° 20′ 40″ O                                | Nachfolgegrube: Sarepta Magdalena. |
| Grube St. Margaretha                                               | silberhaltiger Bleiglanz                                | Burgstätter Gangzug                                                 | 290 m                       |         | Preussag AG Metall                                   | 1633      | 1850      | 51° 48′ 11″ N, 10° 21′ 2″ O                                 | später auch St. Margarethe, Nachfolgegrube Neue St. Margarethe |
| Grube St. Nikolaus (Silbernaal)                                    | silberhaltiger Bleiglanz, Silbererze                    | Silbernaaler Gangzug                                                |                             |         | Fiskus                                               | vor 1622  | 1734      | 51° 48′ 18″ N, 10° 17′ 15″ O                                | |
| Grube St. Salvator(is)                                             | silberhaltiger Bleiglanz                                | Zellerfelder Gangzug                                                | 150 m                       |         | Fiskus, Gewerkschaft                                 | 1549      | 1666      | 51° 49′ 1″ N, 10° 19′ 51″ O                                 | Nachfolgegrube: Ring und Silberschnur. |
| Grube St. Ursula, Pinge                                            | silberhaltiger Bleiglanz                                | Burgstätter Gangzug                                                 | 265 m                       |         |                                                      | 1673      | 1708      | 51° 48′ 37″ N, 10° 20′ 29″ O                                | Verlegung als Grube Neue St. Ursula auf den Oberen Burgstätter Gangzug. |
| Grube St. Ursula, Schachtpinge                                     | silberhaltiger Bleiglanz                                | Burgstätter Gangzug                                                 |                             |         | Preussag AG Metall                                   |           | 1759      | 51° 48′ 37″ N, 10° 20′ 29″ O                                | |
| Grube St. Ursula und König Georg, Gesamtschacht                    | silberhaltiger Bleiglanz                                | Burgstätter Gangzug                                                 | 132 m                       |         |                                                      | 1720      | 1759      | 51° 47′ 49″ N, 10° 22′ 37″ O                                | |
| Grube Treue, Grüne Linde oder Prinz Ludwig Rudolph                 | silberhaltiger Bleiglanz                                | Zellerfelder Gangzug                                                |                             |         | Gewerkschaft, Preussag AG Metall                     | 1684      | nach 1687 | 51° 49′ 3″ N, 10° 19′ 59″ O                                 | |
| Grube Treue, Schacht                                               | silberhaltiger Bleiglanz                                | Zellerfelder Gangzug                                                | 350 m                       |         | Gewerkschaft, Preussag AG Metall                     | 1548      | vor 1739  | 51° 48′ 58″ N, 10° 19′ 56″ O                                | Nachfolgegrube: Schwanerzugs Glück. |
| Grube Turmhof                                                      | silberhaltiger Bleiglanz                                | Rosenhöfer Gangzug                                                  |                             |         |                                                      |           |           |                                                             | |
| Grube Unüberwindlicher Kaiser Carl                                 | silberhaltiger Bleiglanz                                | Zellerfelder Gangzug                                                | 145 m                       |         | Fiskus                                               | 1549      | 1679      | 51° 49′ 4″ N, 10° 19′ 42″ O                                 | Nachfolgegrube: Ring und Silberschnur |
| Grube Verlegter Sonnenschein, Schacht (1)                          | vermutlich Roteisenstein                                | Oberharzer Diabaszug (Polsterberger Revier)                         |                             |         |                                                      |           | 1842/1845 | 51° 47′ 30″ N, 10° 23′ 51″ O                                | |
| Grube Verlegter Sonnenschein, Schacht (2)                          | vermutlich Roteisenstein                                | Oberharzer Diabaszug (Polsterberger Revier)                         |                             |         |                                                      |           | 1842/1845 | 51° 47′ 31″ N, 10° 23′ 52″ O                                | |
| Grube Verlegtes Haus Israel                                        | vermutlich Roteisenstein                                | Oberharzer Diabaszug (Polsterberger Revier)                         |                             |         |                                                      |           |           | 51° 47′ 42″ N, 10° 24′ 8″ O                                 | |
| Grube Weichelt, Rösche                                             | Roteisenstein                                           | Oberharzer Diabaszug (Polsterberger Revier)                         |                             |         |                                                      |           |           | 51° 47′ 23″ N, 10° 23′ 26″ O                                | |
| Gruben Weißer Bär, Lehnschaft Herzog und Kron-Calenberg, Lichtloch | silberhaltiger Bleiglanz                                | Zellerfelder Gangzug                                                |                             |         | Fiskus, Preussag AG Metall                           |           |           | 51° 48′ 55″ N, 10° 20′ 24″ O                                | |
| Gruben Weißer Bär, Lehnschaft Herzog und Kron-Calenberg, Stollen   | silberhaltiger Bleiglanz                                | Zellerfelder Gangzug                                                |                             |         | Gewerkschaft, Fiskus, Preussag AG Metall             |           |           | 51° 48′ 56″ N, 10° 20′ 18″ O                                | |
| Grube Weißes Ross                                                  | silberhaltiger Bleiglanz                                | Burgstätter Gangzug                                                 | 200 m                       |         | Preussag AG Metall                                   | 1660      | 1724      | 51° 48′ 10″ N, 10° 21′ 8″ O                                 | Schacht diente nach Stilllegung bis zum Abteufen des Königin-Marien-Schachtes zur Wasserhaltung und Bewetterung des Burgstätter Reviers.                                                                                    |
| Grube Weiße Taube                                                  | silberhaltiger Bleiglanz                                | Haus Herzberger Gangzug                                             |                             |         | Preussag AG Metall                                   | 1671      | 1768      | 51° 49′ 6″ N, 10° 20′ 57″ O                                 | |
| Grube Wille Gottes, Rösche                                         | Roteisenstein                                           | Oberharzer Diabaszug (Polsterberger Revier)                         |                             |         |                                                      |           |           | 51° 47′ 39″ N, 10° 23′ 21″ O                                | |
| Grube Wille Gottes, Wille-Gottes-Schacht                           | Roteisenstein                                           | Oberharzer Diabaszug (Polsterberger Revier)                         |                             |         |                                                      |           |           | 51° 47′ 35″ N, 10° 23′ 25″ O                                | |
| Johannesbeeken-Stollen                                             | silberhaltiger Bleiglanz                                | Laubhütter Gangzug                                                  |                             |         |                                                      |           | 1730      | 51° 47′ 43″ N, 10° 18′ 13″ O                                | |
| Kaiser-Wilhelm-Schacht                                             | silberhaltiger Bleiglanz, Zinkblende                    | Burgstätter Gangzug                                                 | 952 m                       |         | Preussag AG Metall                                   | 1880      | 1980      | 51° 48′ 15″ N, 10° 20′ 40″ O                                | Von 1930 bis 1980 Nutzung als Wasserkraftwerk. 1984 verfüllt. |
| Königin-Marien-Schacht                                             | silberhaltiger Bleiglanz, Zinkblende                    | Burgstätter Gangzug                                                 | 788 m                       |         | Preussag AG Metall                                   | 1856      | 1930      | 51° 48′ 00″ N, 10° 21′ 24″ O                                | Diente nach der Éinstellung des Bergbaus als Wetterschacht für das Grubenkraftwerk Kaiser-Wilhelm-Schacht. |
| Königin-Marien-Schacht, Abfallrösche                               | silberhaltiger Bleiglanz, Zinkblende                    | Burgstätter Gangzug                                                 |                             |         | Preussag AG Metall                                   |           |           | 51° 48′ 5″ N, 10° 21′ 29″ O                                 | |
| Königin-Marien-Schacht, Abfallrösche Kunstrad                      | silberhaltiger Bleiglanz, Zinkblende                    | Burgstätter Gangzug                                                 |                             |         | Preussag AG Metall                                   |           |           | 51° 48′ 10″ N, 10° 21′ 20″ O                                | |
| Königin-Marien-Schacht, Lichtloch                                  | silberhaltiger Bleiglanz, Zinkblende                    | Burgstätter Gangzug                                                 |                             |         | Preussag AG Metall                                   |           |           | 51° 48′ 2″ N, 10° 21′ 25″ O                                 | |
| Königin-Marien-Schacht, Schrägstollen                              | silberhaltiger Bleiglanz, Zinkblende                    | Burgstätter Gangzug                                                 |                             |         | Preussag AG Metall                                   |           |           | 51° 48′ 8″ N, 10° 21′ 20″ O                                 | |
| Künstel Schacht (Polsterberg)                                      | vermutlich Roteisenstein                                | Oberharzer Diabaszug (Polsterberger Revier)                         |                             |         |                                                      |           |           | 51° 47′ 30″ N, 10° 23′ 49″ O                                | |
| Kunstschacht                                                       | vermutlich silberhaltiger Bleiglanz                     | Silbernaaler Gangzug                                                |                             |         | Fiskus                                               |           |           | 51° 48′ 18″ N, 10° 17′ 12″ O                                | |
| Langer Stollen (Haus Herzberger Grubenzug)                         | silberhaltiger Bleiglanz                                | Haus Herzberger Gangzug                                             |                             |         | Gewerkschaft, Preussag AG Metall                     |           | 1728      | 51° 49′ 11″ N, 10° 22′ 5″ O                                 | |
| Lichtloch auf dem Haus Herzberger Gangzug (1)                      | vermutlich silberhaltiger Bleiglanz                     | Haus Herzberger Gangzug                                             |                             |         | Lehnschaft Gewerkschaft, Preussag AG Metall          |           | 1728      | 51° 49′ 8″ N, 10° 22′ 1″ O                                  | |
| Lichtloch auf dem Haus Herzberger Gangzug (2)                      | vermutlich silberhaltiger Bleiglanz                     | Haus Herzberger Gangzug                                             |                             |         | Fiskus, Gewerkschaft, Preussag AG Metall             |           |           | 51° 49′ 6″ N, 10° 21′ 43″ O                                 | |
| Lichtloch auf dem Haus Herzberger Gangzug (3)                      | vermutlich silberhaltiger Bleiglanz                     | Haus Herzberger Gangzug                                             |                             |         | Lehnschaft, Gewerkschaft, Preussag AG Metall         |           |           | 51° 49′ 6″ N, 10° 21′ 50″ O                                 | |
| Lichtloch (Polsterberg)                                            | vermutlich Roteisenstein                                | Oberharzer Diabaszug (Polsterberger Revier)                         |                             |         |                                                      |           |           | 51° 47′ 39″ N, 10° 23′ 58″ O                                | |
| Lichtloch (Versuch auf der Bremerhöhe)                             | vermutlich silberhaltiger Bleiglanz                     | Burgstätter Gangzug                                                 |                             |         | Preussag AG Metall                                   |           |           | 51° 48′ 25″ N, 10° 20′ 2″ O                                 | |
| Lichtschacht auf dem Burgstätter Gangzug                           | vermutlich silberhaltiger Bleiglanz                     | Burgstätter Gangzug                                                 |                             |         | Preussag AG Metall                                   |           | vor 1930  | 51° 48′ 1″ N, 10° 21′ 23″ O                                 | |
| Medingschacht                                                      | silberhaltiger Bleiglanz, Zinkblende                    | Silbernaaler Gangzug                                                | 517 m                       |         | Preussag AG Metall                                   | 1829      | 1951      | 51° 48′ 15″ N, 10° 17′ 14″ O                                | gehörte zum Erzbergwerk Grund, verfüllt 1967. |
| Medingschacht, Stollenumbruch                                      | Bleiglanz, Zinkblende                                   | Silbernaaler Gangzug                                                |                             |         | Preussag AG Metall                                   |           |           | 51° 48′ 13″ N, 10° 17′ 14″ O                                | |
| Neuer Johanneser Schacht                                           | silberhaltiger Bleiglanz                                | Zellerfelder Gangzug                                                | 633 m                       |         | Preussag AG Metall                                   | 1926      | 1930      | 51° 49′ 16″ N, 10° 18′ 36″ O                                | Untersuchungsschacht. Später noch zur Unterhaltung des Ernst-August-Stollens genutzt. |
| Nonnenkloster-Suchort                                              | silberhaltiger Bleiglanz                                | Rosenhöfer Gangzug                                                  |                             |         | Fiskus                                               |           |           | 51° 48′ 53″ N, 10° 19′ 17″ O                                | |
| Oberer Haus Herzberger Schacht                                     | silberhaltiger Bleiglanz                                | Haus Herzberger Gangzug                                             |                             |         | Gewerkschaft, Lehnschaft, Fiskus, Preussag AG Metall |           | 1621/1768 | 51° 49′ 7″ N, 10° 21′ 26″ O                                 | Auch Neue Herzberger und Fundgruben-Schächte. |
| Oberer oder Alter Thurm-Rosenhöfer Schacht                         | silberhaltiger Bleiglanz, Kupferkies                    | Rosenhöfer Gangzug                                                  |                             |         | Preussag AG Metall                                   | 1669      | 1765      | 51° 48′ 14″ N, 10° 19′ 32″ O                                | → Grube Rosenhof. |
| Ottiliae-Schacht                                                   | silberhaltiger Bleiglanz, Zinkblende                    | Rosenhöfer Gangzug                                                  | 594 m                       |         | Preussag AG Metall                                   | 1868      | 1980      | 51° 48′ 30″ N, 10° 18′ 47″ O                                | von 1940 bis 1980 Nutzung als Wasserkraftwerk. 1984 verfüllt. |
| Pinge (1)                                                          | vermutlich silberhaltiger Bleiglanz                     | Burgstätter Gangzug                                                 |                             |         | Preussag AG Metall                                   |           |           | 51° 48′ 4″ N, 10° 21′ 2″ O                                  | |
| Pinge (2)                                                          |                                                         |                                                                     |                             |         |                                                      |           |           | 51° 47′ 20″ N, 10° 23′ 30″ O                                | |
| Pinge (3)                                                          | vermutlich silberhaltiger Bleiglanz                     | Silbernaaler Gangzug                                                |                             |         | Fiskus                                               |           | 1778      | 51° 48′ 17″ N, 10° 17′ 10″ O                                | |
| Pinge (4)                                                          | vermutlich silberhaltiger Bleiglanz                     | Silbernaaler Gangzug                                                |                             |         | Fiskus                                               |           |           | 51° 48′ 16″ N, 10° 17′ 20″ O                                | |
| Pinge (5)                                                          | vermutlich silberhaltiger Bleiglanz                     | Silbernaaler Gangzug                                                |                             |         |                                                      |           |           | 51° 48′ 6″ N, 10° 18′ 14″ O                                 | |
| Pinge (6)                                                          | vermutlich silberhaltiger Bleiglanz                     | Rosenhöfer Gangzug                                                  |                             |         | Preussag AG Metall                                   |           |           | 51° 48′ 13″ N, 10° 19′ 36″ O                                | |
| Pinge (7)                                                          | vermutlich silberhaltiger Bleiglanz                     | Burgstätter Gangzug                                                 |                             |         | Fiskus                                               |           |           | 51° 48′ 49″ N, 10° 20′ 14″ O                                | |
| Pinge (8)                                                          | vermutlich silberhaltiger Bleiglanz                     | Zellerfelder Gangzug                                                |                             |         | Gewerkschaft                                         |           |           | 51° 49′ 1″ N, 10° 19′ 44″ O                                 | |
| Pinge (9)                                                          | vermutlich silberhaltiger Bleiglanz                     | Zellerfelder Gangzug                                                |                             |         | Gewerkschaft                                         |           |           | 51° 49′ 2″ N, 10° 19′ 47″ O                                 | |
| Pinge (10)                                                         | vermutlich silberhaltiger Bleiglanz                     | Zellerfelder Gangzug                                                |                             |         | Gewerkschaft                                         |           |           | 51° 49′ 2″ N, 10° 19′ 48″ O                                 | |
| Pinge auf dem Gang (1)                                             | vermutlich silberhaltiger Bleiglanz                     | Bockswieser Gangzug                                                 |                             |         |                                                      |           |           | 51° 50′ 24″ N, 10° 21′ 17″ O                                | |
| Pinge auf dem Gang (2)                                             | vermutlich silberhaltiger Bleiglanz                     | Bockswieser Gangzug                                                 |                             |         |                                                      |           |           | 51° 50′ 23″ N, 10° 21′ 20″ O                                | |
| Pinge auf dem Haus Herzberger Gangzug (1)                          | vermutlich silberhaltiger Bleiglanz                     | Haus Herzberger Gangzug                                             |                             |         | Lehnschaft                                           |           |           | 51° 49′ 11″ N, 10° 21′ 40″ O                                | |
| Pinge auf dem Haus Herzberger Gangzug (2)                          | vermutlich silberhaltiger Bleiglanz                     | Haus Herzberger Gangzug                                             |                             |         | Gewerkschaft, Lehnschaft, Preussag AG Metall         |           |           | 51° 49′ 6″ N, 10° 21′ 29″ O                                 | |
| Pinge auf dem Herzoger Gang                                        | vermutlich silberhaltiger Bleiglanz                     | Zellerfelder Gangzug                                                |                             |         |                                                      |           |           | 51° 48′ 52″ N, 10° 20′ 22″ O                                | |
| Pinge auf dem Kranicher Gang                                       | vermutlich silberhaltiger Bleiglanz                     | Burgstätter Gangzug                                                 |                             |         | Gewerkschaft                                         |           |           | 51° 48′ 26″ N, 10° 20′ 38″ O                                | |
| Pingen auf dem Moses-Gang                                          | vermutlich silberhaltiger Bleiglanz                     | Burgstätter Gangzug                                                 |                             |         | Fiskus                                               |           |           | 51° 48′ 47″ N, 10° 20′ 13″ O                                | |
| Pingen (Polsterberg)                                               | vermutlich Roteisenstein                                | Oberharzer Diabaszug (Polsterberger Revier)                         |                             |         |                                                      |           |           | 51° 47′ 38″ N, 10° 23′ 58″ O                                | |
| Pingenschacht                                                      | vermutlich silberhaltiger Bleiglanz                     | Burgstätter Gangzug                                                 |                             |         |                                                      |           |           | 51° 47′ 46″ N, 10° 22′ 2″ O                                 | |
| Polsterberger Tiefer Stollen, Lichtschacht                         | Roteisenstein                                           | Oberharzer Diabaszug (Polsterberger Revier)                         |                             |         |                                                      |           | 1866      | 51° 47′ 40″ N, 10° 24′ 1″ O                                 | |
| Polsterberger Wasserlauf, Schornstein oder 1. Lichtloch            | Roteisenstein                                           | Oberharzer Diabaszug (Polsterberger Revier), Oberharzer Wasserregal |                             |         |                                                      |           |           | 51° 47′ 43″ N, 10° 24′ 4″ O                                 | |
| Polsterberger Wasserlauf, Stollen                                  | Roteisenstein                                           | Oberharzer Diabaszug (Polsterberger Revier), Oberharzer Wasserregal |                             | 1.230 m |                                                      | 1767      | 1813      | 51° 47′ 47″ N, 10° 24′ 6″ O                                 | Der Polsterberger Wasserlauf diente zuerst als Eisenerzbergwerk und später als Bauwerk der Wasserwirtschaft des Oberen Burgstätter Gangzuges.                                                                               |
| Polsterberger Wasserlauf, Stollen zum Kautzthaler Graben           | Roteisenstein                                           | Oberharzer Diabaszug (Polsterberger Revier), Oberharzer Wasserregal |                             |         |                                                      |           |           | 51° 47′ 45″ N, 10° 24′ 5″ O                                 | |
| Polsterberger Wasserlauf, Wichelts oder Weichelts Lichtloch        | Roteisenstein                                           | Oberharzer Diabaszug (Polsterberger Revier), Oberharzer Wasserregal |                             |         |                                                      |           |           | 51° 47′ 21″ N, 10° 23′ 26″ O                                | |
| Pumpenschacht                                                      | vermutlich silberhaltiger Bleiglanz                     | Burgstätter Gangzug                                                 |                             |         | Preussag AG Metall                                   |           | vor 1930  | 51° 48′ 00″ N, 10° 21′ 23″ O                                | |
| Rabenstollen                                                       |                                                         | Rosenhöfer Gangzug                                                  | 63 m in der Grube Rosenhof  | 2.500 m | Preussag AG Metall                                   |           |           | 51° 48′ 6″ N, 10° 18′ 16″ O                                 | Wasserlösungsstollen, Bauzeit: 1573 bis 1617. |
| Rabenstollen, Lichtloch                                            | vermutlich silberhaltiger Bleiglanz                     | Rosenhöfer Gangzug                                                  |                             |         | Fiskus                                               |           |           | 51° 48′ 16″ N, 10° 18′ 28″ O                                | |
| Rabenstollen, Neues Glück Feldort                                  | vermutlich silberhaltiger Bleiglanz                     | Silbernaaler Gangzug                                                |                             |         | Preussag AG Metall                                   |           |           | 51° 48′ 6″ N, 10° 18′ 15″ O                                 | |
| Röderts Grund                                                      | vermutlich silberhaltiger Bleiglanz                     | Rosenhöfer Gangzug                                                  |                             |         | Fiskus, Lehnschaft                                   |           |           | 51° 48′ 41″ N, 10° 18′ 45″ O                                | |
| Schacht (1)                                                        | vermutlich silberhaltiger Bleiglanz                     | Laubhütter Gangzug                                                  |                             |         |                                                      |           |           | 51° 47′ 33″ N, 10° 17′ 25″ O                                | |
| Schacht (2)                                                        | vermutlich silberhaltiger Bleiglanz                     | Zellerfelder Gangzug                                                |                             |         | Fiskus                                               |           |           | 51° 49′ 0″ N, 10° 19′ 53″ O                                 | |
| Schacht (3)                                                        | vermutlich silberhaltiger Bleiglanz                     | Zellerfelder Gangzug                                                |                             |         | Fiskus                                               |           |           | 51° 49′ 0″ N, 10° 19′ 53″ O                                 | |
| Schacht am Polsterberg                                             |                                                         |                                                                     |                             |         |                                                      |           |           | 51° 47′ 45″ N, 10° 24′ 12″ O                                | |
| Schacht auf dem Haus Herzberger Gangzug                            | vermutlich silberhaltiger Bleiglanz                     | Haus Herzberger Gangzug                                             |                             |         | Fiskus, Lehnschaft, Preussag AG Metall               |           |           | 51° 49′ 5″ N, 10° 21′ 38″ O                                 | |
| Schacht Häger                                                      | vermutlich silberhaltiger Bleiglanz                     | Burgstätter Gangzug                                                 |                             |         | Gewerkschaft                                         |           |           | 51° 48′ 34″ N, 10° 20′ 38″ O                                | |
| Schachtpinge (1)                                                   | vermutlich silberhaltiger Bleiglanz                     | Burgstätter Gangzug (östlicher Abschnitt)                           |                             |         |                                                      |           |           | 51° 47′ 53″ N, 10° 23′ 39″ O                                | |
| Schachtpinge (2)                                                   |                                                         |                                                                     |                             |         |                                                      |           |           | 51° 47′ 22″ N, 10° 23′ 37″ O                                | |
| Schürfversuch, Schürfschacht                                       | vermutlich silberhaltiger Bleiglanz                     | Rosenhöfer Gangzug                                                  |                             |         | Fiskus, Preussag AG Metall                           |           | 1829      | 51° 48′ 29″ N, 10° 17′ 59″ O                                | |
| Schurfstollen (1)                                                  | vermutlich silberhaltiger Bleiglanz                     | Silbernaaler Gangzug                                                |                             |         |                                                      |           |           | 51° 48′ 3″ N, 10° 18′ 18″ O                                 | |
| Schurfstollen (2)                                                  | vermutlich silberhaltiger Bleiglanz                     | Silbernaaler Gangzug                                                |                             |         |                                                      |           |           | 51° 48′ 2″ N, 10° 18′ 21″ O                                 | |
| Seydels Lichtloch                                                  | vermutlich silberhaltiger Bleiglanz                     | Rosenhöfer Gangzug                                                  |                             |         | Fiskus                                               |           |           | 51° 48′ 23″ N, 10° 18′ 47″ O                                | |
| Silbersegener Schacht                                              | silberhaltiger Bleiglanz, Zinkblende                    | Rosenhöfer Gangzug                                                  | 420 m                       |         | Preussag AG Metall                                   | 1817      | 1930      | 51° 48′ 21″ N, 10° 18′ 55″ O                                | |
| Silbersegener Schacht, Förderstrecke                               | silberhaltiger Bleiglanz, Zinkblende                    | Rosenhöfer Gangzug                                                  |                             |         | Preussag AG Metall                                   |           | 1930      | 51° 48′ 24″ N, 10° 18′ 51″ O                                | Transportweg zum Ottiliae-Schacht und zur Zentralaufbereitung. |
| Sprengstofflagerstollen                                            |                                                         | Haus Herzberger Gangzug                                             |                             |         | Preussag AG Metall                                   |           | 1932      | 51° 49′ 6″ N, 10° 21′ 15″ O                                 | |
| Steinerner Schacht (Haus Herzberger Grubenzug)                     | silberhaltiger Bleiglanz                                | Haus Herzberger Gangzug                                             |                             |         | Lehnschaft, Gewerkschaft, Preussag AG Metall         |           |           | 51° 49′ 6″ N, 10° 21′ 54″ O                                 | |
| Stollen (1)                                                        | vermutlich silberhaltiger Bleiglanz                     | Laubhütter Gangzug                                                  |                             |         |                                                      |           |           | 51° 47′ 23″ N, 10° 16′ 44″ O                                | |
| Stollen (2)                                                        | vermutlich silberhaltiger Bleiglanz                     | Laubhütter Gangzug                                                  |                             |         |                                                      |           |           | 51° 47′ 33″ N, 10° 17′ 26″ O                                | |
| Stollen (Versuch auf der Bremerhöhe)                               | vermutlich silberhaltiger Bleiglanz                     | Burgstätter Gangzug                                                 |                             |         | Preussag AG Metall                                   |           |           | 51° 48′ 24″ N, 10° 20′ 2″ O                                 | |
| Suchort im Huttal                                                  |                                                         | Oberharzer Diabaszug (Polsterberger Revier)                         |                             |         |                                                      |           |           | 51° 47′ 10″ N, 10° 22′ 57″ O                                | Gemeinschaftlich Gruben Königin Anna, Cron Calenberg und Prinzessin Elisabeth. |
| Suchort nach einem Gang                                            | vermutlich silberhaltiger Bleiglanz                     | Zellerfelder Gangzug (östlicher Abschnitt)                          |                             |         | Preussag AG Metall                                   |           | ca. 1732  | 51° 48′ 41″ N, 10° 22′ 6″ O                                 | |
| Suchort nach einem Gang, Schacht                                   | vermutlich silberhaltiger Bleiglanz                     | Zellerfelder Gangzug (östlicher Abschnitt)                          |                             |         | Preussag AG Metall                                   |           | ca. 1732  | 51° 48′ 42″ N, 10° 22′ 5″ O                                 | |
| Tagstollen                                                         | vermutlich silberhaltiger Bleiglanz                     | Silbernaaler Gangzug                                                |                             |         |                                                      |           |           | 51° 47′ 53″ N, 10° 19′ 27″ O                                | |
| Tiefer Georg-Stollen, 1. Lichtloch                                 |                                                         | Silbernaaler Gangzug                                                |                             |         | Preussag AG Metall                                   |           |           | 51° 48′ 6″ N, 10° 18′ 12″ O                                 | |
| Tiefer Georg-Stollen, 2. Lichtloch                                 |                                                         | Silbernaaler Gangzug                                                |                             |         | Preussag AG Metall                                   |           |           | 51° 48′ 9″ N, 10° 17′ 17″ O                                 | |
| Tiefer Georg-Stollen, Rösche                                       |                                                         | Silbernaaler Gangzug                                                |                             |         | Preussag AG Metall                                   |           |           | 51° 48′ 11″ N, 10° 17′ 16″ O                                | |
| Unterer Haus Herzberger Schacht                                    | silberhaltiger Bleiglanz                                | Haus Herzberger Gangzug                                             |                             |         | Lehnschaft, Gewerkschaft, Preussag AG Metall         |           | 1768      | 51° 49′ 6″ N, 10° 21′ 34″ O                                 | Auch Neue Herzberger und Fundgruben-Schächte. |
| Unterer oder Neuer Thurm-Rosenhöfer Schacht                        | silberhaltiger Bleiglanz, Kupferkies                    | Rosenhöfer Gangzug                                                  | 708 m                       |         | Preussag AG Metall                                   | 1650      | 1928      | 51° 48′ 15″ N, 10° 19′ 28″ O                                | → Grube Rosenhof. Versuche mit dem Unterseil durch Gottfried Wilhelm Leibniz im Jahre 1686. Die Radstube ist heute ein Besucherbergwerk.                                                                                    |
| Untersuchung auf dem verlängerten Rosenhöfer Gangzug, Lichtloch    | vermutlich silberhaltiger Bleiglanz                     | Rosenhöfer Gangzug                                                  |                             |         | Gewerkschaft                                         |           |           | 51° 48′ 5″ N, 10° 20′ 19″ O                                 | |
| Untersuchung auf dem verlängerten Rosenhöfer Gangzug, Schacht      | vermutlich silberhaltiger Bleiglanz                     | Rosenhöfer Gangzug                                                  |                             |         | Gewerkschaft, Fiskus                                 |           |           | 51° 48′ 0″ N, 10° 20′ 16″ O                                 | |
| Untersuchungsbau, Schächtchen                                      | vermutlich silberhaltiger Bleiglanz                     | Laubhütter Gangzug                                                  |                             |         |                                                      |           |           | 51° 47′ 14″ N, 10° 17′ 58″ O                                | |
| Versuchsbau am Berghauptmanns Kopf, Rösche                         | vermutlich Roteisenstein                                | Oberharzer Diabaszug (Polsterberger Revier)                         |                             |         |                                                      |           |           | 51° 47′ 10″ N, 10° 22′ 35″ O                                | |
| Versuchsbau, Stollen                                               | vermutlich silberhaltiger Bleiglanz                     | Laubhütter Gangzug                                                  |                             |         |                                                      |           | vor 1830  | 51° 47′ 36″ N, 10° 17′ 51″ O                                | |
| Versuchsstollen oder König David und Drei Steiger                  | vermutlich silberhaltiger Bleiglanz                     | Silbernaaler Gangzug (östlicher Abschnitt)                          |                             |         |                                                      |           | 1844      | 51° 47′ 44″ N, 10° 24′ 21″ O                                | |
| Versuchsstollen (Polsterberg)                                      | vermutlich Roteisenstein                                | Oberharzer Diabaszug (Polsterberger Revier)                         |                             |         |                                                      |           |           | 51° 47′ 25″ N, 10° 24′ 49″ O                                | |

## Nutzung dieser Liste offline
Zur mobilen und offline Nutzung können alle Koordinaten als KML-Datei, bzw. als GPX-Datei heruntergeladen werden.